# Jeffrey Dahmer
Jeffrey Lionel Dahmer (* 21. Mai 1960 in Milwaukee, Wisconsin; † 28. November 1994 in Portage, Wisconsin) war ein US-amerikanischer Serienmörder.
Nach seiner Verhaftung im Juli 1991 konnten ihm 16 von 17 gestandenen Morden nachgewiesen werden, die er in den Jahren 1978 bis 1991 an jungen Männern und Jugendlichen verübt hatte, die überwiegend aus der Homosexuellenszene Milwaukees stammten. Er ging dabei fast immer nach dem gleichen Modus Operandi vor: Zunächst lockte er sein Opfer unter einem Vorwand in seine Wohnung, wo er es betäubte, sexuell missbrauchte und erwürgte. Anschließend nahm er nekrophile Handlungen an der Leiche vor und fotografierte ihre Zerstückelung. Häufig hob er den Schädel und andere Körperteile seines Opfers auf und praktizierte in einigen Fällen Kannibalismus, was ihm in den Medien den Beinamen The Milwaukee Cannibal (alternativ The Milwaukee Monster) einbrachte.
Obwohl bei Dahmer mehrere psychische Störungen diagnostiziert wurden, erklärte ihn ein Geschworenengericht in Milwaukee für zurechnungsfähig und verurteilte ihn zur höchstmöglichen Strafe von 15 aufeinanderfolgenden lebenslangen Freiheitsstrafen ohne Aussicht auf Entlassung. In Ohio, wo Dahmer seinen ersten Mord begangen hatte, erhielt er ein weiteres Mal lebenslang. Im Gefängnis wurde er im Alter von 34 Jahren von einem Mithäftling erschlagen.
Dahmer zählt zu den weltweit bekanntesten Serienmördern des 20. Jahrhunderts und wird oft in einer Riege mit Ted Bundy, John Wayne Gacy und Richard Ramírez genannt. Im Gegensatz zu vielen anderen Serienmördern bekundete er vor Gericht Reue für seine Taten, zeigte sich kooperativ bei den polizeilichen Ermittlungen und räumte auch Morde ein, die ohne sein Geständnis nicht aufgedeckt worden wären. Er betonte mehrfach, dass er die alleinige Verantwortung für seine Taten trage und weder seine Eltern noch die Gesellschaft oder die Strafverfolgungsbehörden, denen in seinem Fall eine Reihe von Ermittlungsfehlern unterlaufen war, eine Mitschuld treffe.

## Leben

### Kindheit
Dahmer wurde am 21. Mai 1960 im Evangelical Deaconess Hospital in Milwaukee:21 als der ältere von zwei Söhnen des Ehepaars Joyce Annette (geb. Flint, 1936–2000) und Lionel Herbert Dahmer (1936–2023) geboren. Zu diesem Zeitpunkt absolvierte sein Vater, dessen Vorfahren aus Deutschland und Wales stammten, ein Studium der Analytischen Chemie an der Marquette University.:19, 22 Seine Mutter, die norwegische und irische Wurzeln hatte, arbeitete als Hausfrau und machte später einen Masterabschluss in psychosozialer Beratung.:20, 22 Laut Lionel Dahmer litt seine Frau während der Schwangerschaft an Krampfanfällen und habe deshalb von ihrem Arzt Morphin und Barbiturate verabreicht bekommen. Er spekulierte, dass diese Medikamente eine fruchtschädigende Wirkung entfaltet haben könnten. Dahmers Mutter bestritt diese Behauptungen. Sie seien nur der Versuch, ihr eine Mitschuld an den Verbrechen ihres Sohnes zu geben. Nach der Geburt erkrankte sie an einer postpartalen Depression und auch in den folgenden Jahren litt sie an verschiedenen psychischen und physischen Krankheiten, die sie teilweise für längere Zeit ans Bett fesselten und deren Behandlung zur Medikamentenabhängigkeit führte.:25, 31 Lionel Dahmer konzentrierte sich vor allem auf seine Karriere und war berufsbedingt häufig abwesend. In der Folge schenkten beide Elternteile ihrem Sohn immer weniger Aufmerksamkeit.
Im September 1962 zog die Familie nach Ames, Iowa, wo Dahmers Vater eine Doktorandenstelle an der Iowa State University antrat.:22 Im März 1964 musste Dahmer im Alter von knapp vier Jahren aufgrund eines beidseitigen Leistenbruchs operiert werden. Nach dieser Erfahrung entwickelte sich das bis dahin unbeschwerte und lebhafte Kind zu einem stillen und verschlossenen Jungen. Im Herbst 1966 wurde Lionel Dahmer der Doktorgrad verliehen und er fand eine Anstellung als Chemiker in der Forschungsabteilung einer Fabrik in Akron, Ohio. Die Familie zog daraufhin ins nahegelegene Doylestown, wo Dahmer ab Oktober 1966 die Hazel Harvey Elementary School besuchte. Er ging nur widerwillig zur Schule, galt als ungewöhnlich schüchtern und knüpfte auf dem Schulhof kaum Kontakt zu anderen Kindern.:23ff In seiner Freizeit hatte Dahmer dennoch ein paar Spielkameraden und rückblickend meinte er: “When I was a little kid I was just like anybody else.”:24 („Als kleines Kind war ich genau wie alle anderen.“)
Nach der Geburt seines jüngeren Bruders David am 18. Dezember 1966 ließen sich die Dahmers 1968 in einem Haus mit großem Waldgrundstück in Bath, Ohio, nieder. Dahmer wechselte auf die Bath Elementary School, wo er mit dem späteren Grammy-Preisträger Joe Henry in eine Klasse ging. Berichte, laut denen er im Alter von acht Jahren von einem Nachbarsjungen sexuell missbraucht worden sein soll, wurden später sowohl von Lionel als auch Jeffrey Dahmer selbst dementiert.:38 Im Jahr 1970 verbrachte seine Mutter aufgrund von schweren Angstzuständen mehrere Wochen in einer psychiatrischen Klinik. Die von Beginn an schwierige Ehe der Dahmers wurde dadurch schwer belastet und begann, in die Brüche zu gehen. Dahmer musste häufig miterleben, wie es zwischen seinen Eltern zu heftigen Auseinandersetzungen kam, die mehrere Male durch die Polizei geschlichtet werden mussten. Er gab sich die Schuld für den andauernd schlechten Gesundheitszustand seiner Mutter und das Scheitern der Ehe seiner Eltern und reagierte seine Frustration ab, indem er hinter dem Haus mit Ästen und Stöcken auf Bäume einschlug.:31
Ab seinem zehnten Lebensjahr zog er sich immer mehr von seiner Familie zurück und verbrachte viel Zeit allein im Wald. Auf sein Umfeld wirkte er apathisch, seine Sprechweise oft monoton und einsilbig und sein Gang sowie seine gesamte Körperhaltung steif und verkrampft.:33 f. Um ihn aus seiner Isolation herauszuholen, versuchte sein Vater, ihn für verschiedene Sportarten zu begeistern, und schickte ihn zu den Pfadfindern, doch Dahmers Interesse an diesen Aktivitäten war nie von langer Dauer.:33 ff. Das Einzige, wofür er sich bereits seit früher Kindheit anhaltend begeistern konnte, waren die Knochen und Eingeweide toter Tiere. Er sammelte leblose Insekten, Vögel sowie kleine Nagetiere und konservierte sie in Gläsern mit Formaldehyd, die er in einem Schuppen hinter dem Haus seiner Eltern aufbewahrte. Ab seinem zwölften Lebensjahr begann er, in der Nähe des elterlichen Grundstücks überfahrene Kadaver vom Straßenrand aufzusammeln, um sie zu sezieren. Im Gegensatz zu vielen anderen Serienmördern bereitete es ihm aber kein Vergnügen, Tiere zu quälen oder sie selbst zu töten, und mit seinen Haustieren ging er liebevoll um.:23, 25 f., 36 ff.

### Jugend und Highschool-Zeit
Mit Beginn der Pubertät entdeckte Dahmer seine Homosexualität. Er verheimlichte seine sexuelle Orientierung jedoch insbesondere vor seinem Vater, der sie nicht akzeptiert hätte. Mit 14 Jahren entwickelte er die ersten gewaltbesetzten Sexfantasien, in denen er die Kontrolle über einen komplett unterwürfigen oder bewusstlosen Mann hatte. Diese Fantasien nahmen im Laufe der Zeit an Häufigkeit und Intensität zu und hatten schließlich auch nekrophile Handlungen an Leichen und deren Zerstückelung zum Gegenstand. Dahmer beschrieb seine damalige Situation mit den Worten: “[It] just got worse and worse. I didn’t know how to tell anyone about it.” („[Es] wurde einfach schlimmer und schlimmer. Ich wusste nicht, wie ich jemandem davon erzählen sollte.“) Im Alter von etwa 15 Jahren plante er zum ersten Mal, seine Fantasie in die Tat umzusetzen. Er legte sich mit einem Baseballschläger auf die Lauer, um einen Jogger, der regelmäßig am Haus der Dahmers vorbeilief, bewusstlos zu schlagen und ihn anschließend zu vergewaltigen. Der Jogger kam an jenem Tag aber nicht vorbei, weshalb er seinen Plan aufgab.:41
Ab 1974 besuchte er gemeinsam mit dem späteren Comicautor Derf Backderf die Revere Highschool in Richfield. Obwohl Dahmer von Zeitgenossen als überdurchschnittlich intelligent eingeschätzt und ihm ein IQ von 117 bis 145 nachgesagt wurde,:45 waren seine Noten durchwachsen.:35 Er war Mitglied in der Schulband, spielte Tennis in der Schulmannschaft und arbeitete für die Schülerzeitung, galt aber trotz dieser Aktivitäten bei seinen Klassenkameraden als Einzelgänger und Sonderling, der keine engen Freunde hatte und gemobbt wurde.:40 Für einige Zeit gelang es ihm, durch das Vortäuschen spastischer oder epileptischer Anfälle und Streiche wie das Photobombing des Gruppenbilds der Honor Society die Aufmerksamkeit seiner Mitschüler auf sich zu ziehen, so dass diese einen „Dahmer-Fanclub“ gründeten und „doing a Dahmer“ („einen auf Dahmer machen“) an seiner Schule zum Inbegriff für albernes, seltsames Verhalten wurde.
Im Jahr 1976 bemerkten seine Klassenkameraden erstmals, dass er Marihuana rauchte und sich regelmäßig vor, während und nach dem Unterricht mit hochprozentigem Alkohol betrank.:38 Von einer Mitschülerin darauf angesprochen, antwortete Dahmer, dass der Alkohol seine „Medizin“ sei. Bereits mit 14 Jahren hatte er heimlich mit dem Trinken begonnen und dadurch erkennbar an Gewicht zugelegt,:35 seine Eltern und Lehrer schienen jedoch wenig bis keine Notiz von seinem Alkohol- und Drogenkonsum zu nehmen. Mit seiner höflichen und respektvollen Art wahrte er bei Erwachsenen den Anschein von Normalität. Während einer Klassenfahrt nach Washington, D.C. gelang es ihm, mit nur einem Anruf für sich und seine Klassenkameraden eine spontane Führung durch das Büro des Vizepräsidenten der Vereinigten Staaten zu erhalten, bei der er nicht nur Walter Mondale, sondern auch den zufällig ebenfalls anwesenden Publizisten Art Buchwald persönlich kennenlernte.
Die Ehe der Eltern war im August 1977 endgültig zerrüttet. Joyce Dahmer erwirkte ein gerichtliches Kontaktverbot gegen ihren Ehemann, woraufhin Lionel Dahmer in ein nahegelegenes Motel zog. In den folgenden Monaten wurde Dahmers Familienleben von dem laufenden Scheidungsverfahren seiner Eltern und dem Streit um das Sorgerecht für seinen noch minderjährigen Bruder geprägt. Als er am 4. Juni 1978 seinen Schulabschluss machte, hatten sich die meisten seiner Mitschüler aufgrund seines Alkoholismus von ihm abgewandt. Kurz darauf zog seine Mutter mit seinem Bruder – ohne das Wissen des Vaters – zurück nach Wisconsin. Dahmer wohnte fortan allein in seinem Elternhaus.:44 f., 48 f. Der Kontakt zu seiner Mutter brach bis auf wenige Telefonate und seltene Besuche ab und lebte erst nach seiner Verhaftung im Jahr 1991 wieder auf.

### Der erste Mord
Seinen ersten Mord beging Dahmer kurz nach seinem 18. Geburtstag. Am 18. Juni 1978 nahm er den gleichaltrigen Steven Hicks per Anhalter mit und lud ihn auf ein paar Biere zu sich nach Hause ein. Als Hicks nach einiger Zeit aufbrechen wollte, schlug Dahmer ihn mit einer Hantel bewusstlos. Danach strangulierte er Hicks mit der Hantel und masturbierte, während er sich an der Leiche verging. Bei Anbruch der Dunkelheit brachte er den Leichnam in einen Kriechkeller unter dem Haus, wo er ihn am nächsten Tag mit einem Jagdmesser zerstückelte. Die in Müllsäcke verpackten Leichenteile lud er auf die Rückbank seines Autos und machte sich gegen 3:00 Uhr nachts auf den Weg zu einer nahegelegenen Mülldeponie, um sie dort zu entsorgen.:51 ff.
Auf halber Strecke wurde er von einer Polizeistreife angehalten, da er über die Mittellinie gefahren war. Er musste aussteigen und sich einem Alkoholtest unterziehen. Als der Polizist mit der Taschenlampe über die Müllsäcke auf der Rückbank leuchtete und nach dem von ihnen ausgehenden Geruch fragte, behauptete Dahmer, dass er wegen der Scheidung seiner Eltern nicht schlafen könne und deshalb Hausabfälle entsorgen wolle. Der Polizist gab sich mit dieser Erklärung zufrieden, beließ es bei einem Strafzettel und ließ Dahmer weiterfahren. (Zufälligerweise handelte es sich um denselben Polizisten, der nach Dahmers Verhaftung im Sommer 1991 vom Bath Police Department nach Milwaukee geschickt wurde, um ihn zum Mord an Hicks zu vernehmen, und der im Laufe des Verhörs erschüttert feststellte, dass er Dahmers Mordserie in dieser Nacht hätte verhindern können.):51 ff.
Dahmer fuhr mit den Leichenteilen zurück zu seinem Elternhaus, wo er sie zunächst in einem Abflussrohr im Garten versteckte. Drei Jahre später holte er die noch übrig gebliebenen Knochen wieder hervor und zertrümmerte sie in kleine Stücke, die er weitläufig auf dem Waldgrundstück zerstreute.:55, 63 Hicks galt 13 Jahre lang als spurlos verschwunden. Dahmer sagte später über seinen ersten Mord:

“Nothing’s been normal since then. It taints your whole life. After it happened I thought that I’d just try to live as normally as possible and bury it, but things like that don’t stay buried.”

„Seitdem ist nichts mehr normal. Es überschattet dein ganzes Leben. Nachdem es passiert war, dachte ich, ich würde einfach versuchen, so normal wie möglich weiterzuleben und es vergessen. Aber eine Sache wie diese holt dich immer wieder ein.“

### Zeit im College, bei der Armee und in Florida
Die Scheidung seiner Eltern wurde im Juli 1978 rechtskräftig. Lionel Dahmer kehrte nach monatelanger Abwesenheit in sein Haus zurück und bewog seinen Sohn dazu, sich für das im September beginnende Herbstsemester an der Ohio State University in Columbus im Hauptfach Wirtschaft einzuschreiben. Doch anstatt die Vorlesungen zu besuchen, gab Dahmer sich dem Alkohol hin. Um seine Sucht zu finanzieren, spendete er im Plasmazentrum der Universität so oft Blutplasma, dass seine Spenden schließlich auf eine pro Woche limitiert wurden.:57 Laut seinem Vierteljahreszeugnis hatte er sich für keinen fortführenden Kurs qualifiziert, woraufhin ihn sein Vater vom College nahm. Als Lionel Dahmer die persönlichen Sachen seines Sohnes vom Campus abholte, entdeckte er in dessen Zimmer einen ganzen Vorrat an Bier- und Weinflaschen und erkannte zum ersten Mal, dass Dahmer ein ernstes Alkoholproblem hatte.
In der Hoffnung, sein Sohn würde durch Disziplin wieder auf den richtigen Weg gebracht werden, schickte er ihn zur United States Army, bei der Dahmer sich am 12. Januar 1979 für drei Jahre verpflichtete. Nach einer abgebrochenen Ausbildung bei der Militärpolizei in Anniston, Alabama,:47 absolvierte Dahmer ab dem 11. Mai 1979 einen sechswöchigen Lehrgang zum Sanitäter im Militärkrankenhaus des Fort Sam Houston, wo er medizinisches und pharmazeutisches Grundwissen erlangte. Diese Kenntnisse über menschliche Anatomie und Wirkungsweisen von Medikamenten brachte er später auch bei seinen Taten zum Einsatz,:59 indem er seine Opfer zunächst mit Schlafmittel ruhigstellte, teilweise medizinische Experimente an ihnen durchführte, ihre Leichen zerteilte und einzelne Körperteile präparierte. Ab dem 13. Juli 1979 war er im rheinland-pfälzischen Baumholder stationiert.:47 Einer seiner dortigen Zimmergenossen gab später an, während der gemeinsamen Dienstzeit von Dahmer schwer misshandelt, tyrannisiert und vergewaltigt worden zu sein. Die Vorgesetzten seien seinem damaligen Hilfeersuchen aber nicht nachgegangen. Bei anderen Kameraden hinterließ Dahmer hingegen keinen gewalttätigen Eindruck, sondern galt als sexuell unerfahrener, introvertierter Einzelgänger und Feigling, der nur unter Alkoholeinfluss zu Wutausbrüchen neigte und sich oft tagelang bis zur Besinnungslosigkeit betrank.:59:48
Aufgrund seines exzessiven Alkoholkonsums, seiner mangelnden Therapiebereitschaft und mehrerer erfolgloser Disziplinarmaßnahmen wurde er vorzeitig ehrenhaft aus der Armee entlassen. Am 24. März 1981 flog er zurück in die Vereinigten Staaten, wo er ein Motel-Zimmer in Miami Beach, Florida, bezog und Arbeit in einem Sandwich-Shop fand. Da er seinen Lohn fast ausschließlich in Alkohol investierte, konnte er sich das Motel bald nicht mehr leisten. Eine Zeit lang übernachtete er am Strand, bevor er sich schließlich überwinden konnte, seinen Vater anzurufen und ihn um Geld zu bitten. Lionel Dahmer kaufte ihm daraufhin ein Flugticket, das ihn im September 1981 wieder nach Ohio brachte.:62 f.

### Rückkehr nach Ohio und Milwaukee
Zurück in seiner Heimat zog Dahmer bei seinem Vater ein, der inzwischen wieder geheiratet hatte. Am 7. Oktober 1981 wurde er wegen Disorderly Conducts verhaftet, nachdem er öffentlich sichtbar Alkohol konsumiert und sich den herbeigerufenen Polizisten widersetzt hatte. Er trieb sich nächtelang in Bars herum und wurde häufig hinausgeprügelt, weil er nicht freiwillig gehen wollte.:49 Lionel Dahmer schickte seinen Sohn daraufhin im Winter 1981/82 zu dessen Großmutter Catherine Dahmer nach West Allis, eine Vorstadt Milwaukees. Dahmer hatte ein sehr inniges Verhältnis zu seiner Großmutter und sein Leben verlief bei ihr zunächst wieder in geordneter Bahn. Er half im Haushalt und Garten, fand Anstellung bei einer Blutbank, besuchte Treffen der Anonymen Alkoholiker und versuchte, seine sexuellen Triebe und Fantasien zu unterdrücken. Dieser von ihm als „tugendhaft“ bezeichnete Lebensstil währte jedoch nicht lange.:65 ff. Am 8. August 1982 wurde er verhaftet, nachdem er sich auf der Wisconsin State Fair vor einer Gruppe von Frauen und Kindern entblößt hatte, wofür ihm ein Bußgeld von 50 US-Dollar auferlegt wurde.:50 Einige Wochen später verlor er wegen schlechter Leistungen seinen Job und war in den folgenden zwei Jahren der Arbeitslosigkeit auf staatliche Unterstützung angewiesen.:68
Eines Tages ließ ihm ein fremder Mann in einer öffentlichen Bibliothek einen Zettel zukommen, auf dem ihm Oralsex auf der Herrentoilette offeriert wurde. Dahmer nahm das Angebot nicht an, bewertete es später aber als Schlüsselerlebnis, nach dem er beschlossen habe, seine Homosexualität auszuleben.:69 f. Da ihn weder der Konsum von Schwulenpornografie noch die Simulation sexueller Handlungen an einer gestohlenen männlichen Schaufensterpuppe anhaltend befriedigten, versuchte er, die Leiche eines jungen Mannes von einem Friedhof zu stehlen, um an ihr seine sexuellen Fantasien zu verwirklichen. Es gelang ihm jedoch nicht, den Sarg auszuheben, da der Boden gefroren war.:71 f., 77 Ab Januar 1985 arbeitete er an sechs Nächten pro Woche als Schokoladenmischer in der Ambrosia Chocolate Company in Milwaukee.:50 In seiner Freizeit ging er dazu über, die Schwulensaunas der Stadt aufzusuchen. Mit den Männern, die er dort kennenlernte, zog er sich ins Séparée zurück, wo er sie mit Schlaftabletten betäubte und sexuell missbrauchte. Den dazu nötigen Vorrat an Schlafmitteln ließ er sich von verschiedenen Ärzten unter dem Vorwand verschreiben, dass er aufgrund seiner Nachtschichten an Einschlafschwierigkeiten leide.:73
Bei mehreren Gelegenheiten befriedigte er sich in der Öffentlichkeit selbst und wurde am 8. September 1986 von zwei zwölfjährigen Jungen angezeigt, die unfreiwillig Zeugen eines dieser Vorfälle geworden waren. Bei seiner darauffolgenden Verhaftung wegen unzüchtigen Verhaltens behauptete Dahmer zu seiner Verteidigung, dass er sich unbeobachtet gefühlt und lediglich uriniert habe. Die Anklage wurde daraufhin auf Disorderly Conduct reduziert und Dahmer am 10. März 1987 zu einer einjährigen Bewährungsstrafe verurteilt. Außerdem ordnete das Gericht eine Psychotherapie an.:50 f. Die Therapeutin beschrieb ihn als verschlossenen, uneinsichtigen und unkooperativen Patienten, der ihr in den Sitzungen bisweilen den Rücken zuwandte und sie der Verschwörung mit dem Rechtssystem bezichtigte. Sie diagnostizierte eine schizoide Persönlichkeitsstörung mit paranoiden Tendenzen und notierte, dass er „definitely SPOOKY!“ („definitiv UNHEIMLICH!“) sei. Bei einer weiteren gerichtlich angeordneten Untersuchung durch eine Psychiaterin der University of Wisconsin wurde Dahmer eine außergewöhnliche Sprachgewandtheit und ein bemerkenswertes abstraktes Denkvermögen attestiert, die übrigen Testergebnisse veranlassten die Ärztin jedoch zu der Prognose, er könne sich zu einem Soziopathen mit schizoiden Tendenzen entwickeln.:82 ff.
Seinem Treiben in den Schwulensaunas wurde im Sommer 1987 ein Ende gesetzt, nachdem eines der geschätzten 10 bis 15 Opfer wegen einer Überdosis im Krankenhaus hatte behandelt werden müssen. Dahmer erhielt Hausverbot, wurde jedoch nicht strafrechtlich belangt. Von nun an verlagerte er seine Aktivitäten auf die Schwulenbars und Nachtclubs der Stadt. An den Wochenenden nahm er sich oft ein billiges Hotelzimmer, wohin er mindestens sechs Männerbekanntschaften mitnahm, die er betäubte und sexuell missbrauchte, aber nicht tötete. Bei diesen Gelegenheiten verbrachte er zudem viel Zeit damit, dem Herzschlag und anderen Organgeräuschen seiner bewusstlosen Opfer zu lauschen:74 f. – ein Verhalten, das er später auch bei seinen Mordopfern praktizierte.

### Der zweite bis vierte Mord
Ende November 1987 besuchte Dahmer den Club 219 in Milwaukee, wo er mit dem 25-jährigen Steven Tuomi ins Gespräch kam. Bei Anbruch der Sperrstunde fuhren sie mit einem Taxi zum Ambassador Hotel, wo sie auf Dahmers Zimmer eine Flasche Rum leerten und es zu einvernehmlichen sexuellen Handlungen kam. Tuomis Glas hatte er heimlich mit Schlaftabletten versehen, und nachdem diese ihre Wirkung entfaltet hatten, missbrauchte er ihn. Als Dahmer am nächsten Morgen erwachte, lag Tuomis Leiche mit eingeschlagenem Brustkorb neben ihm. Dahmer konnte sich nicht erinnern, was geschehen war, da er aber selbst an Armen und Händen Blutergüsse und Verletzungen aufwies, kam er zu dem Schluss, dass er Tuomi getötet haben musste. Er kaufte einen großen Koffer, in dem er die Leiche aus dem Hotel und per Taxi zum Haus seiner Großmutter transportierte. Für ungefähr eine Woche versteckte er den Leichnam im Keller, bevor er ihn zerstückelte und mit dem Hausmüll entsorgte. Tuomis sterbliche Überreste wurden nie gefunden.:84 ff.
Nachdem er zum zweiten Mal ungestraft davongekommen war, gab er den Widerstand gegen seine Fantasien auf und begann, aktiv nach Opfern zu suchen.

“By that time my moral conscience was so shot, so totally corrupted, that [my fantasies were] my main focus of life.”

„An diesem Punkt war mein moralisches Gewissen so hinüber, so total verdorben, dass [meine Fantasien] im Mittelpunkt meines Lebens standen.“

Den vierzehnjährigen James Doxtator traf Dahmer am 17. Januar 1988 gegen 1:00 Uhr morgens an einer Bushaltestelle in der Nähe des Club 219. Laut Dahmers Aussage schätzte er den indianisch-stämmigen Jugendlichen auf 18 Jahre und bot ihm 50 US-Dollar für eine Nacht.:93 Doxtator, der polizeilich als Stricher bekannt war,:224 f. akzeptierte das Angebot und begleitete Dahmer zum Haus der Großmutter. Nach dem Sex betäubte und erwürgte Dahmer den Jugendlichen und verging sich tagelang an der Leiche. Als der Verwesungsgeruch so stark wurde, dass seine Großmutter ihn bemerkte, schob er dies auf die Katzentoilette und entledigte sich der Leiche auf die gleiche Weise wie bei seinem vorherigen Opfer.:93
Am 27. März 1988 lernte Dahmer den 23-jährigen Richard Guerrero in der Phoenix Bar in Milwaukee kennen und lockte ihn mit 50 US-Dollar für eine Nacht in das Haus seiner Großmutter. Diese schlief, als er Guerrero in seinem Schlafzimmer erwürgte und seine sexuellen Fantasien an der Leiche auslebte. Nach dem Frühstück mit seiner Großmutter brachte er den leblosen Körper in den Keller, wo er ihn zerstückelte und mit dem Hausmüll entsorgte, während Catherine Dahmer den Sonntagsgottesdienst besuchte. Den Schädel präparierte er und hob ihn für mehrere Monate auf.:95

### Zwischenfälle
In der Nacht vom 2. auf den 3. April 1988 brachte Dahmer einen Mann aus dem Club 219 mit nach Hause, der zwei Tage später im Krankenhaus aufwachte. Das Letzte, woran sich der Mann erinnern konnte, war, dass er Dahmers Kaffee getrunken und dann das Bewusstsein verloren hatte. In seinem Blut wurden keine Rückstände eines Betäubungsmittels festgestellt und sein Körper wies keine Spuren auf, die auf eine Vergewaltigung deuteten. Der Mann erstattete dennoch Anzeige gegen Dahmer, da ihm Schmuck und Geld fehlten. Außerdem hatte er merkwürdige Blutergüsse an seinem Hals entdeckt und festgestellt, dass er seine Unterwäsche mit der Innenseite nach außen trug. Bei seiner polizeilichen Vernehmung am 5. April 1988 gab Dahmer an, dem Mann nur geholfen zu haben, weil dieser zu viel getrunken habe. Das Verfahren wurde daraufhin eingestellt. Nach seiner Verhaftung im Juli 1991 räumte er ein, den Mann betäubt und missbraucht zu haben. Er habe ihn jedoch nicht getötet, weil seine Großmutter dessen Anwesenheit bemerkt habe.:96 f.
Catherine Dahmer beunruhigten die nächtlichen Aktivitäten und der Alkoholkonsum ihres Enkels zunehmend. Dahmers Familie legte ihm daher nahe, sich eine eigene Wohnung zu suchen, woraufhin er ein Apartment in der nördlichen 24. Straße in Milwaukee mietete. Am Nachmittag des 26. September 1988 sprach er einen dreizehnjährigen Jungen laotischer Herkunft auf der Straße an, der ihm für 50 US-Dollar in seine Wohnung folgte und mit nacktem Oberkörper für Polaroid-Fotos posierte. Als Dahmer den Jungen unsittlich berührte, verließ dieser fluchtartig die Wohnung und meldete den Vorfall der Polizei.:100 f.
Dahmer wurde festgenommen und am 30. Januar 1989 von einem Gericht in Milwaukee wegen sexuellen Übergriffs 2. Grades und der Verführung eines Minderjährigen zu einem Jahr Haft in einer Besserungsanstalt mit anschließender fünfjähriger Bewährung verurteilt. Der Richter bewilligte ihm für die Dauer der Haft täglichen Freigang, damit er weiterhin seinem Job in der Schokoladenfabrik nachgehen konnte.:103 Die Zeit bis zu seinem Haftantritt verbrachte Dahmer auf freiem Fuß.:63 Er zog aus dem Apartment in der 24. Straße aus und kehrte zurück zu seiner Großmutter nach West Allis, die ihn trotz seiner Verurteilung wieder bei sich aufnahm.

### Der fünfte Mord und Haft im offenen Vollzug
Am Abend des 25. März 1989 lernte er in der Schwulenbar La Cage den 24-jährigen Halb-Afroamerikaner Anthony Sears kennen. Nach Mitternacht fuhren sie nach West Allis, wo es in seinem Schlafzimmer zum Sex kam. Anschließend mixte Dahmer Sears ein Getränk mit mehreren Schlaftabletten, erwürgte ihn und verging sich an der Leiche, bevor er sie in der Badewanne zerlegte. Den Kopf und die Genitalien präparierte er und bewahrte sie in einem kleinen Koffer auf, den er in seinem Spind in der Schokoladenfabrik verstaute. Am 23. Mai 1989 trat Dahmer seine Haftstrafe im offenen Vollzug an. Während eines Freigangs im November 1989 suchte er den Club 219 auf, wo er mit einem fremden Mann ins Gespräch kam und sich betrank, bis er das Bewusstsein verlor. Als Dahmer wieder zu sich kam, befand er sich gefesselt in der Wohnung des Fremden, der ihn offensichtlich vergewaltigt hatte. Der Mann ließ ihn gehen und Dahmer kehrte in die Besserungsanstalt zurück.:70:103, 105 ff.
Zwei Wochen später schickte er einen Brief an seinen Richter, in dem er Reue für seine Tat bekundete und um seine vorzeitige Entlassung aus der Haft bat. Er hatte den Brief nicht selbst verfasst, sondern von der Vorlage eines Mitinsassen abgeschrieben, die Worte erzielten jedoch die gewünschte Wirkung: Der Richter ordnete das Haftende für den 2. März 1990 an. Als Bewährungsauflage musste Dahmer bis Dezember 1990 an regelmäßigen Gruppentherapiesitzungen teilnehmen und sich ab Ende März 1990 in zweiwöchigen Abständen mit seiner Bewährungshelferin treffen. Während er in der Gruppentherapie wenig von sich preisgab und durch zunehmende Vernachlässigung seiner Körperhygiene auffiel,:108, 112 zeigte er sich gegenüber der Bewährungshelferin so kooperativ, dass sie wegen ihrer hohen Arbeitsbelastung während der gesamten Betreuungszeit auf eigentlich vorgeschriebene Hausbesuche verzichtete.

### Fortsetzung der Mordserie in Apartment 213
Am 14. Mai 1990 zog Dahmer in das Apartment 213 im Oxford-Apartment-Komplex in der nördlichen 25. Straße in Milwaukee.:109 Um Einbrecher abzuschrecken und die zufällige Entdeckung seiner Taten zu verhindern, installierte er ein Sicherheitssystem, bestehend aus mehreren Türschlössern, einer Alarmvorrichtung und einer Kameraattrappe.:207:4 Raymond Smith war das erste Opfer, das er in seine neue Wohnung mitnahm. Der 32-jährige Afroamerikaner war heterosexuell, bewegte sich jedoch als Stricher in der Homosexuellenszene. Dahmer hatte ihn in der 219 Tavern getroffen und ihm 50 US-Dollar für Sex geboten. Da Smith für diese Summe nicht die ganze Nacht bleiben wollte, verabreichte Dahmer ihm am frühen Morgen des 21. Mai 1990 mehrere Schlaftabletten. Anschließend erwürgte er ihn und masturbierte, während er den leblosen Körper in verschiedenen Posen fotografierte. Am folgenden Tag versäumte Dahmer seine Gruppentherapiesitzung, da er mit der Zerstückelung und Entsorgung der Leiche beschäftigt war.
Den 27-jährigen Afroamerikaner Edward Smith, dem er in der Phoenix Bar begegnet war, ermordete Dahmer am 24. Juni 1990 in Apartment 213.:114 Einige Tage später suchte er die Phoenix Bar erneut auf, wo er einen fünfzehnjährigen Bekannten ansprach und mit Geld für Fotos in seine Wohnung lockte. Da er keine Schlaftabletten mehr vorrätig hatte, schlug er ihm von hinten mit einem Gummihammer auf den Nacken. Der Jugendliche reagierte wütend und verließ das Apartment, klopfte aber kurz darauf wieder an Dahmers Tür, um ihn um Geld für den Bus zu bitten. Den Rest der Nacht verbrachten sie damit, über den Angriff zu sprechen, und Dahmer erklärte später, dass er nicht mehr fähig gewesen sei, den Jugendlichen zu töten, nachdem er ihn besser kennengelernt hatte.:116 f.
Gegen 3:00 Uhr am Morgen des 3. September 1990 traf Dahmer den 23-jährigen Afroamerikaner Ernest Miller vor einem Erwachsenen-Buchladen und bot ihm Geld für Fotos. In Dahmers Wohnung ließ Miller sich in erotischen Posen fotografieren, bevor es zu einvernehmlichem Sex kam.:81 Nachdem die Wirkung der Schlaftabletten eingesetzt hatte, verging Dahmer sich an ihm, bis er bemerkte, dass Miller wieder zu sich kam. Dahmer glaubte, ihn nicht mehr ohne Gegenwehr erwürgen zu können. Er entschied sich daher für die „schonendste“ alternative Methode, die ihm in den Sinn kam, und griff zu einem Messer, mit dem er Miller die Kehle durchschnitt. Nachdem das Opfer verblutet war, zerstückelte er die Leiche in der Badewanne und hielt den Prozess mit seiner Polaroid-Kamera fest.:122 In den frühen Morgenstunden des 24. September 1990 ermordete Dahmer den 22-jährigen Afroamerikaner David Thomas nach seinem üblichen Muster.:122

### Eskalation der Morde
Während der folgenden fünf Monate kam es zu keiner weiteren Tat, bis Dahmers Mordserie 1991 schließlich eskalierte und er von Februar bis zu seiner Verhaftung im Juli in immer kürzeren Abständen weitere acht Opfer tötete. Rückblickend meinte Dahmer, dass er von seinen Zwängen komplett mitgerissen worden sei.:156

“It was an incessant and never-ending desire to be with someone at whatever cost. […] It just filled my thoughts all day long.”

„Es war ein unaufhörliches, nicht enden wollendes Verlangen, mit jemandem zusammen zu sein, koste es, was es wolle. Ich konnte den ganzen Tag an nichts anderes denken.“

Curtis Straughter war der Erste, der ihm in dieser Phase zum Opfer fiel. Der fast achtzehnjährige Afroamerikaner war Dahmer Mitte Februar 1991 von einer Bushaltestelle in der Nähe der Marquette University ins Apartment 213 gefolgt, wo er mit Schlaftabletten außer Gefecht gesetzt wurde. Nachdem Dahmer ihn in verschiedenen Posen fotografiert und mit einem Lederriemen erwürgt hatte, dokumentierte er die Zerstückelung der Leiche mit seiner Polaroid-Kamera.:84 Den 19 Jahre alten Afroamerikaner Errol Lindsey ereilte am 7. April 1991 das gleiche Schicksal.:124
Auf Veranlassung seiner Bewährungshelferin befand Dahmer sich ab Mai 1991 sporadisch in psychiatrischer Behandlung, da er an Depressionen litt und Selbsttötungsabsichten geäußert hatte.:108, 118 Nach Ansicht des Psychiaters stellte er keine Gefahr für sich selbst und andere dar, weshalb er ihm lediglich ein Antidepressivum verschrieb.:118, 142 f. Am 24. Mai 1991 ermordete Dahmer den gehörlosen Afroamerikaner Tony Hughes, dessen Leiche auch Tage später noch in seinem Schlafzimmer lag, als er bereits das nächste Opfer in seine Wohnung brachte.:138

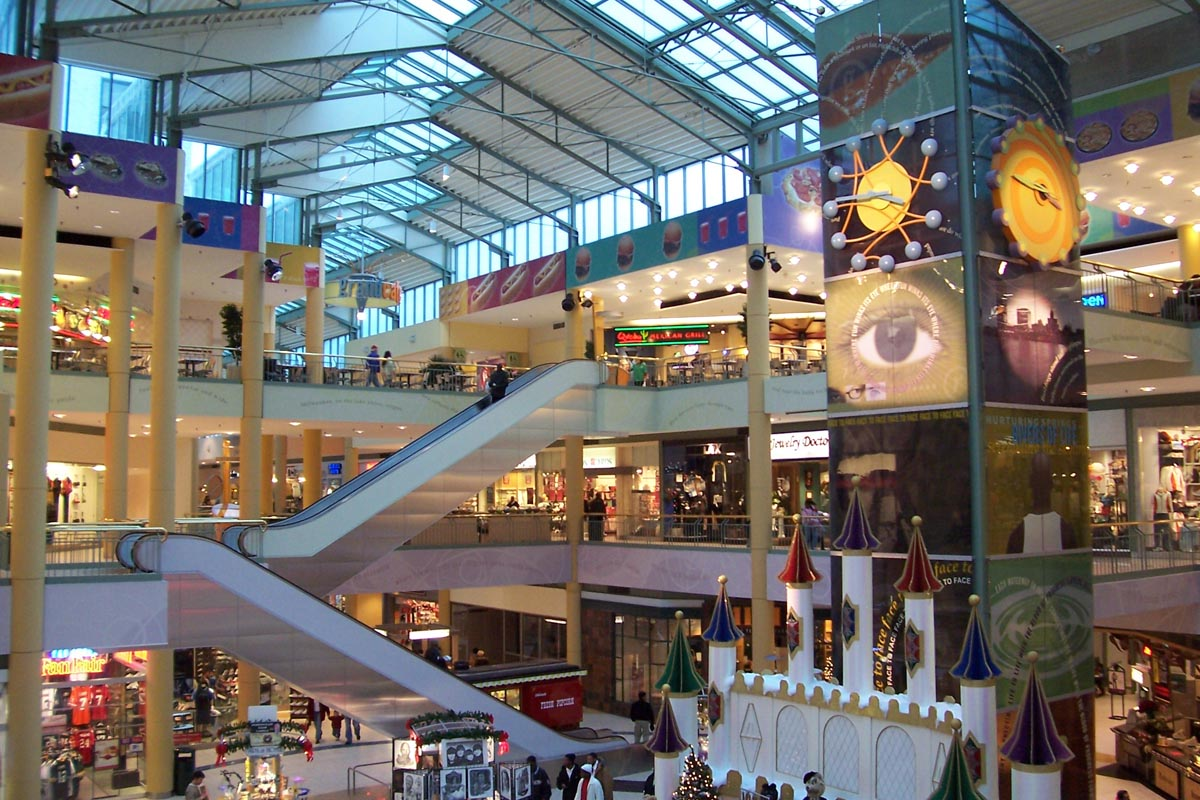
Die Grand Avenue Mall in Milwaukee war einer der Orte, wo Dahmer nach Opfern suchte. Hier traf er auf Konerak Sinthasomphone und Tracy Edwards, das entkommene letzte Opfer.

Am Nachmittag des 26. Mai 1991 sprach Dahmer den 14 Jahre alten Konerak Sinthasomphone in der Grand Avenue Mall an und bot ihm Geld für Fotos. Sinthasomphone, dessen Jugendstrafregister Einträge wegen Prostitution aufwies,:224 f. nahm das Angebot an und posierte in Dahmers Apartment für Polaroid-Aufnahmen in Unterwäsche. Nachdem Dahmer den Jugendlichen mit Schlaftabletten betäubt und sexuell missbraucht hatte, verließ er gegen 1:30 Uhr am Morgen des 27. Mai 1991 seine Wohnung und suchte eine nahegelegene Bar auf. Auf dem Rückweg erblickte er an einer Straßenkreuzung Sinthasomphone, der nackt und blutend auf einem Bürgersteig saß und von afroamerikanischen Anwohnerinnen umsorgt wurde. Der Jugendliche war während Dahmers Abwesenheit zu sich gekommen, hatte das Apartment verlassen und war orientierungslos durch die Straßen geirrt. Da er sich nicht verständlich artikulieren konnte, vermuteten die Frauen, dass er unter Drogeneinfluss stehe. Sinthasomphone sträubte sich, als Dahmer ihn in seine Wohnung zurückbringen wollte, so dass die Frauen die Polizei verständigten.:137 ff.
Als der Streifenwagen eintraf, erklärte Dahmer den Polizisten, dass Sinthasomphone sein bereits volljähriger Liebhaber sei, der nur zu viel getrunken habe und im Streit davongelaufen sei. Obwohl die Frauen ernste Zweifel an Dahmers Behauptungen äußerten, unterließen die Beamten eine Überprüfung seines Polizeiregisters, das seine Vorstrafe und laufende Bewährung ergeben hätte. Stattdessen geleiteten die Polizisten den Jugendlichen zurück in Apartment 213, wo Dahmer ihnen zur Untermauerung seiner Geschichte die Unterwäschefotos zeigte. Die Beamten zogen daraufhin ab, ohne Hughes’ Leiche im Nebenzimmer bemerkt zu haben. Kurz darauf tötete Dahmer den Jugendlichen. (Später stellte sich heraus, dass Sinthasomphone der jüngere Bruder des Jungen war, den Dahmer 1988 sexuell belästigt hatte. Dahmer sagte aus, dass er ihn nicht angesprochen hätte, wenn ihm dies bewusst gewesen wäre.):137 ff.
Seine beiden nächsten Opfer suchte er in Chicago, wo er am 30. Juni 1991 dem 20-jährigen Afroamerikaner Matt Turner an einer Bushaltestelle und eine Woche später dem 23-jährigen Halb-Puerto-Ricaner Jeremiah Weinberger in einer Schwulenbar begegnete. Beide folgten seiner Einladung nach Milwaukee, wo er sie in seiner Wohnung tötete und die Zerstückelung ihrer Leichen fotografierte.:143, 146 f.
In den Tagen vor seiner Festnahme geriet Dahmers Leben immer mehr aus den Fugen. Am 15. Juli 1991 tötete er den 24-jährigen Afroamerikaner Oliver Lacy. Nachdem er die Leiche zerstückelt hatte, legte er den abgetrennten Kopf in seinen Kühlschrank. Am 19. Juli 1991 kündigte ihm sein Arbeitgeber wegen zu häufiger Fehlzeiten. Noch am selben Tag ermordete er sein letztes Opfer, den 25 Jahre alten Joseph Bradehoft, und schlief tagelang neben der Leiche, bis sich in seinem Bett Maden sammelten. In seiner Duschwanne kühlte er zwei Leichen mit Eis, weshalb er nur noch kalt duschen konnte.:144 f., 148 Gleichwohl schritt die Verwesung schneller voran, als er mit der Entsorgung der Leichen hinterherkam. Seine Nachbarn hatten sich bereits mehrfach über den üblen Geruch beschwert, der aus seiner Wohnung strömte. Gegenüber der Hausverwaltung hatte Dahmer behauptet, dass der Gestank von verdorbenen Lebensmitteln herrühre; ein anderes Mal hatte er angegeben, dass die Fische in seinem Aquarium gestorben seien.:127 Da sich der Geruch nicht legte, drohte ihm die Hausverwaltung am 22. Juli 1991 mit der Zwangsräumung seiner Wohnung bis Ende des Monats.:149 f.

### Festnahme
Am Nachmittag desselben Tages suchte Dahmer die Grand Avenue Mall auf, wo er nach Zeugenberichten mehrere Männer ansprach und ihnen Geld für Fotos offerierte, bevor der 32-jährige Tracy Edwards sein Angebot annahm und ihn gegen 18:30 Uhr in Apartment 213 begleitete. Dahmer konnte sich später nur noch verschwommen an die folgenden Ereignisse in seiner Wohnung erinnern. Laut Edwards durchlief Dahmer im Verlauf des Abends mehrere Wesensveränderungen. Anfangs habe er völlig normal und freundlich gewirkt, sie hätten sich unterhalten und Alkohol getrunken. Plötzlich sei Dahmer jedoch bedrohlich geworden, habe ihm eine Handschelle angelegt und ein Messer gezückt. Um Dahmer zu besänftigen, zog Edwards sein Shirt aus und ließ ihn seinem Herzschlag lauschen. Während sie ein Video von Der Exorzist III schauten, verfiel Dahmer in einen tranceartigen, geistesabwesenden Zustand. Edwards nutzte Dahmers Unaufmerksamkeit und flüchtete aus dem Apartment.:150 ff., 181 f.
Mit Dahmers Handschellen am Handgelenk hielt Edwards gegen 23:30 Uhr eine vorbeifahrende Polizeistreife an und erklärte den beiden Detectives, dass ihn ein „Freak“ mit einem Messer bedroht habe. Er bat die Polizisten, die Handschelle zu öffnen. Da der Schlüssel der Detectives aber nicht zu dem Modell an seinem Handgelenk passte, begleiteten sie ihn zurück zu den Oxford Apartments. Dahmer ließ die Polizisten bereitwillig in seine Wohnung und einen der Beamten im Schlafzimmer nach dem Schlüssel für die Handschellen suchen. Dabei entdeckte der Detective unter dem Bett das Messer und in einer offenen Schublade die Polaroid-Aufnahmen der getöteten Opfer, woraufhin die Beamten Dahmer festnahmen. Als sie sich weiter in dem Apartment umsahen und Lacys Kopf im Kühlschrank entdeckten, forderten sie Verstärkung an. Neben mehreren Polizeibeamten kamen zwischen 0:30 Uhr und 1:00 Uhr die Spurensicherung und der Gerichtsmediziner an den Tatort. Kurz darauf wurde Dahmer zum Polizeihauptquartier von Milwaukee gebracht.:1 ff.

## Ermittlungsverfahren

### Spurensicherung, Verhör und Geständnis
Noch in derselben Nacht begannen die Ermittler vom Morddezernat der Kriminalpolizei von Milwaukee mit Dahmers Vernehmung. Laut Protokoll dauerte das erste Verhör von 1:30 Uhr bis 7:15 Uhr am Morgen des 23. Juli 1991.:4 Dahmer verzichtete auf die Anwesenheit eines Rechtsanwalts, weigerte sich jedoch zunächst, Angaben über die Funde in seinem Apartment zu machen.:26 In der Zwischenzeit wurde seine Wohnung von der Spurensicherung komplett durchsucht und kistenweise Beweismaterial sichergestellt. Im Kühlschrank fanden die Ermittler neben dem abgetrennten Kopf zwei in Plastiktüten verpackte menschliche Herzen und ein Stück Armmuskel. In einer Gefriertruhe entdeckten sie drei weitere Köpfe, einen Torso und diverse verpackte menschliche Organe. Im Schlafzimmer und in einem Flurschrank stellten die Beamten insgesamt sieben Totenschädel sicher, außerdem zwei vollständige Skelette, ein Paar abgetrennte Hände, einen mumifizierten Skalp und die ebenfalls mumifizierten Genitalien von zwei Männern. Eine auf Gefahrstoffe spezialisierte Firma transportierte eine gut 200 Liter fassende Kunststofftonne ab, die Dahmer in seinem Schlafzimmer aufgestellt hatte und in der sich die Torsi von drei Opfern in einem Säurebad auflösten. Neben Chemikalien wie Chloroform, Salzsäure und Formaldehyd asservierte die Spurensicherung eine blutdurchtränkte Matratze sowie 74 Polaroids, welche die Leichen der Opfer in verschiedenen Stadien der Zerstückelung zeigten.:5 f. Der zuständige Gerichtsmediziner erklärte später, dass Dahmers Wohnung eher an ein Museum als an einen Tatort erinnert habe.
Angesichts der erdrückenden Beweislage erkannte Dahmer, dass ihm sein Schweigen nicht mehr helfen würde, und so legte er in den kommenden sechs Wochen und während der insgesamt 60 Stunden dauernden Verhöre:8 ein umfassendes, 178 Seiten langes Geständnis ab. Er räumte ein, geschützten Oral- und Analverkehr mit den Leichen seiner Opfer gehabt und sexuelle Handlungen an ihren Eingeweiden vorgenommen zu haben. Er beschrieb detailliert, wie er bei der Zerstückelung der Leichen vorgegangen war und sie mit dem Müll entsorgt oder in Säure zersetzt und die Toilette hinuntergespült hatte. Außerdem bestätigte er den Verdacht der Ermittler, dass er bei drei Opfern Kannibalismus praktiziert und Stücke von Herz, Oberschenkelmuskel und Bizeps verzehrt hatte. Nachdem der Gerichtsmediziner bei der Durchführung der Autopsien an den Opfern in vier Fällen auffällige Schädel- und Hirnverletzungen festgestellt hatte, die ante mortem zugefügt worden waren, gestand Dahmer, dass er bei diesen Opfern versucht hatte, eine Art Lobotomie durchzuführen. Er hatte ihnen Löcher in die Schädel gebohrt, in die er Salzsäure oder heißes Wasser injizierte, und sich erhofft, auf diese Weise einen willenlosen Zombie zu erschaffen, den er als Sexsklaven halten könnte. Einer der Männer hatte die Prozedur zwei Tage lang in schwer benommenem Zustand überlebt, letztlich führte sie jedoch in allen Fällen zum Tod des Opfers.:203
Dahmer erklärte sich bereit, bei der Identifizierung seiner Opfer zu helfen, um deren Eltern die Ungewissheit zu nehmen (“[…] to relieve the minds of the parents.”).:8 Da er sich außer im Fall von Hicks an keinen Opfernamen erinnern konnte und das DNA-Analyse-Verfahren Anfang der 1990er noch nicht ausgereift genug war, wurden die übrigen Opfer überwiegend anhand der Polaroid-Fotos und ihres Zahnstatus identifiziert. Mehrere Opfer waren polizeilich in Erscheinung getreten,:224 f. so dass auch ein Abgleich mit bereits erfassten Fingerabdrücken möglich war. In den Fällen, in denen es keine sterblichen Überreste mehr gab, grenzten die Ermittler mithilfe von Dahmers Erinnerung den Tatzeitraum ein und suchten nach Vermisstenfällen, die in dieselbe Zeit fielen. Anhand der Vermisstenfotos identifizierte Dahmer dann seine Opfer. Um seine Glaubwürdigkeit zu testen, legten die Ermittler ihm auch Fotos lebender Personen vor, er beanspruchte jedoch keine von ihnen als sein Opfer.:8 Auf dem Grundstück seines ehemaligen Zuhauses in Bath, das inzwischen den Eigentümer gewechselt hatte, fanden die Ermittler über 50 Knochenfragmente, die Hicks zugeordnet werden konnten.
Die Ermittler waren von Dahmers Glaubwürdigkeit überzeugt. Zwar teilte er Informationen nicht immer sofort mit, sondern häufig nur auf Nachfrage der Beamten, seine Angaben konnten jedoch meistens durch das vorhandene Beweismaterial verifiziert werden.:275:180 Seine Aussagen waren zum Teil jedoch auch inkonsistent (z. B. machte er widersprüchliche Angaben darüber, ob es zwischen ihm und Hicks zum Sex gekommen war), was aber sowohl von den Ermittlern als auch später von den psychiatrischen Gutachtern nicht weiter hinterfragt wurde und daher vor Gericht nicht zur Sprache kam.

### Identifizierte Opfer
| Name                                       | Alter | Datum des Todes  | Tatort                                                       |
| ------------------------------------------ | ----- | ---------------- | ------------------------------------------------------------ |
| Steven Mark Hicks                          | 18    | 18. Juni 1978    | Bath, Ohio                                                   |
| Steven Walter Tuomi                        | 25    | Ende Nov. 1987   | Ambassador Hotel, Milwaukee                                  |
| James Edward Doxtator                      | 14    | 17. Jan. 1988    | West Allis, Wisconsin                                        |
| Richard Guerrero                           | 23    | 27. März 1988    | West Allis, Wisconsin                                        |
| Anthony Lee Sears                          | 24    | 26. März 1989    | West Allis, Wisconsin                                        |
| Raymond Lamont Smith alias Ricky Lee Beeks | 32    | 21. Mai 1990     | Oxford Apartments 924 North 25th Street Milwaukee, Wisconsin |
| Edward Warren Smith                        | 27    | 24. Juni 1990    | Oxford Apartments 924 North 25th Street Milwaukee, Wisconsin |
| Ernest Miller                              | 23    | 3. Sep. 1990     | Oxford Apartments 924 North 25th Street Milwaukee, Wisconsin |
| David Thomas                               | 22    | 24. Sep. 1990    | Oxford Apartments 924 North 25th Street Milwaukee, Wisconsin |
| Curtis Straughter                          | 17    | 18. Feb. 1991    | Oxford Apartments 924 North 25th Street Milwaukee, Wisconsin |
| Errol Lindsey                              | 19    | 7. Apr. 1991     | Oxford Apartments 924 North 25th Street Milwaukee, Wisconsin |
| Anthony „Tony“ Hughes                      | 31    | 24. Mai 1991     | Oxford Apartments 924 North 25th Street Milwaukee, Wisconsin |
| Konerak Sinthasomphone                     | 14    | 27. Mai 1991     | Oxford Apartments 924 North 25th Street Milwaukee, Wisconsin |
| Matt Turner alias Donald Montrell          | 20    | 30. Juni 1991    | Oxford Apartments 924 North 25th Street Milwaukee, Wisconsin |
| Jeremiah Benjamin Weinberger               | 23    | ca. 7. Juli 1991 | Oxford Apartments 924 North 25th Street Milwaukee, Wisconsin |
| Oliver Lacy                                | 24    | 15. Juli 1991    | Oxford Apartments 924 North 25th Street Milwaukee, Wisconsin |
| Joseph Bradehoft                           | 25    | 19. Juli 1991    | Oxford Apartments 924 North 25th Street Milwaukee, Wisconsin |

### Tatmotiv, Opferprofil und Modus Operandi
Da die meisten seiner Opfer aus der Homosexuellenszene kamen und/oder afroamerikanischer Abstammung waren, wurde spekuliert, dass Dahmer aus Schwulen- und Rassenhass gehandelt habe.:209 f. Er beteuerte hingegen mehrfach, dass seine Taten nicht hassmotiviert gewesen seien. Er habe die Männer nicht wegen ihrer Ethnie oder sexuellen Orientierung ausgewählt, sondern aufgrund ihres attraktiven Äußeren und weil sie am leichtesten in sein Apartment zu locken gewesen seien. Seine Opfer entsprachen alle demselben physischen Profil: jung (Teenageralter bis Anfang 30), groß, schlank und muskulös.:211 Mit Ausnahme von Hicks und Tuomi, deren Ermordung spontan und ungeplant erfolgt war, suchte Dahmer seine Opfer mit Bedacht aus und bereitete die Taten sorgfältig vor. Er mordete fast ausschließlich am Wochenende, damit er anschließend genügend Zeit für die Beseitigung der Beweise hatte, und nutzte die Anonymität des Nachtlebens, der Straße oder großer Shopping-Malls, um unerkannt zu bleiben.:246 In der Regel sprach er nur Männer an, die allein unterwegs waren und daher nicht sofort vermisst wurden. Da er auf viele homosexuelle Männer anziehend wirkte, mit seinem jungenhaften Aussehen den Beschützerinstinkt seiner Opfer weckte und ihnen Geld oder Sex in Aussicht stellte, ging jeder der Männer freiwillig mit, so dass er sie nie mit Gewalt in seine Wohnung bringen musste.:276
Dahmer bevorzugte nach eigenen Angaben lebende, aber absolut passive und gefügige Sexualpartner, über die er Kontrolle ausüben konnte und auf deren Bedürfnisse er keine Rücksicht zu nehmen brauchte.:45, 257 Da er keinen Mann fand, der diesen Anforderungen entsprach, und bei wachen Sexualpartnern Erektionschwierigkeiten hatte, betäubte er sie, um sich ungestört und ohne Zeit- und Leistungsdruck an ihren regungslosen Körpern befriedigen zu können.:74 f. Nach seiner Verhaftung gestand er ein:

“I was always quite selfish. I trained myself to view people as objects of potential pleasure instead of human beings.”

„Ich war immer ziemlich egoistisch. Ich habe mir angewöhnt, Leute als potenzielle Lustobjekte anzusehen statt als menschliche Wesen.“

Wenn ihn die Männer nach dem Sex verließen, habe er sich leer und allein gefühlt, und weil niemand eine langfristige Beziehung mit ihm habe eingehen wollen, sei er dazu übergegangen, seine Sexualpartner zu töten, damit sie ihn nicht verlassen konnten.:50 Die Tötung sei für ihn dabei nur Mittel zum Zweck gewesen und habe ihm kein Vergnügen bereitet. Um seine Hemmungen zu beseitigen und den Tötungsakt überhaupt ausführen zu können, musste er sich vorher jedes Mal betrinken.:295 f. Da es ihm nicht gelang, einen willenlosen Sexsklaven zu erschaffen, der die Tötung weiterer Opfer entbehrlich gemacht hätte,:203 und ihn die nekrophilen Handlungen nicht dauerhaft befriedigten, machte er sich auf die Suche nach neuen Opfern.:71 f.

“It was a craving, a hunger, […] a compulsion, and I just kept doing it […] whenever the opportunity presented itself.”

„Es war ein Verlangen, ein Hunger, […] ein Zwang, und ich habe einfach weitergemacht […], wann immer sich mir die Gelegenheit bot.“

Er erklärte den Ermittlern, dass es ihm nicht darum gegangen sei, seine Opfer zu quälen, deshalb habe er sie betäubt und eine möglichst schnelle und schmerzlose Tötungsart gewählt.:121, 207 Seine kannibalistischen Handlungen erfolgten zunächst aus Neugier und dienten schließlich ebenfalls dazu, das Opfer durch die Einverleibung für immer bei sich zu behalten. Die Zerstückelung der Leichen erlebte er mit gemischten Gefühlen. Einerseits empfand er Macht und sexuelle Erregung, andererseits war sie für ihn ein notwendiges Übel, da er Beweismaterial vernichten musste und dies zugleich den Verlust seines Opfers bedeutete. Den Prozess an sich beschrieb er als ekelerregende Arbeit, zu der er sich ebenfalls stets mithilfe von Alkohol überwinden musste.:191 f.
Die Köpfe hob er auf, weil sie für ihn die „wahre Essenz“ der Opfer verkörperten und er mit ihnen einen Altar bauen wollte, der ihm Macht verleihen sollte.:204 Als Vorbilder nannte er die Filmfiguren Imperator Palpatine in Die Rückkehr der Jedi-Ritter und den Gemini-Killer in Der Exorzist III. Seine Faszination für die beiden Charaktere ging so weit, dass er gelegentlich gelbe Kontaktlinsen trug, um ihnen ähnlich zu sehen, und die Filme schaute, um sich für die Opfersuche in Stimmung zu bringen.:246

### Überprüfung ungeklärter Mordfälle
Nachdem Dahmers Taten international bekannt geworden waren, erreichten die Ermittler in Milwaukee zahlreiche Anfragen anderer Polizeibehörden zu ungeklärten Mord- und Vermisstenfällen aus nahezu allen Bundesstaaten der USA und aus Deutschland. Es handelte sich um Fälle, bei denen die vermisste oder ermordete Person Dahmers Opferprofil entsprach oder die Tatbegehung Ähnlichkeiten zu seiner Vorgehensweise aufwies.:141
Eine der Anfragen betraf den zu den Akten gelegten Mord an dem sechsjährigen Adam Walsh. Der Junge war am 27. Juli 1981 aus einem Einkaufszentrum in Hollywood, Florida, entführt worden. Zwei Wochen später wurde der abgetrennte Kopf des Kindes gefunden, der Rest des Körpers blieb verschwunden. Der Serienmörder Ottis Toole widerrief sein Geständnis der Tat und konnte mangels weiterer Beweise nicht angeklagt werden. Als Dahmers Bild nach seiner Verhaftung durch die Medien ging, meldeten sich mehrere Zeugen, die glaubten, ihn am Tag der Entführung in dem Einkaufszentrum gesehen zu haben. Trotz dieser Aussagen und der Tatsache, dass Dahmer sich zum Tatzeitpunkt in Florida aufgehalten hatte, konnten die Ermittler keine stichhaltigen Beweise für seine Täterschaft finden. Dahmer verneinte in mehreren Verhören, etwas mit der Entführung und Ermordung des Jungen zu tun zu haben. Da er andere Morde freimütig gestand sowie zur Tataufklärung beitrug und Adam Walsh zudem nicht seinem Opferprofil entsprach, gingen die Ermittler bei Schließung der Fallakten im Jahr 2008 weiterhin davon aus, dass Toole der Mörder des Jungen war.:146 f.
Die Staatsanwaltschaft Bad Kreuznach und das Landeskriminalamt Rheinland-Pfalz überprüften in Zusammenarbeit mit den US-Behörden fünf ungeklärte Morde an Frauen, die sich während Dahmers Stationierung in Rheinland-Pfalz ereignet hatten. Die Ermittler fanden jedoch keine Anhaltspunkte für seine Täterschaft und Dahmer beteuerte, in Deutschland nicht gemordet zu haben.

### Frühere Ermittlungsfehler und Behördenversäumnisse
Im Laufe seiner Mordserie kam Dahmer mehrmals mit der Polizei und anderen Behörden in Kontakt. Eine Reihe von Ermittlungsfehlern und behördlichen Versäumnissen verhinderte jedoch, dass seine Taten früher entdeckt wurden. Er fühlte sich dadurch in dem Gefühl bestärkt, „unbesiegbar“ zu sein.
| Datum                   | Behörde                          | Vorfall |
| ----------------------- | -------------------------------- | --- |
| 25. Juni 1978           | Bath Police Department           | Bei einer Verkehrskontrolle unterließ der Polizist eine gründliche Durchsuchung von Dahmers Auto, auf dessen Rücksitz sich die zerstückelte Leiche seines ersten Mordopfers befand.:151 ff. |
| September 1988          | Milwaukee Police Department      | Während Dahmers sechstägiger Untersuchungshaft wegen Verführung eines Minderjährigen durchsuchte die Polizei seine Wohnung, übersah dabei jedoch den präparierten Schädel des vierten Mordopfers.:100 f. |
| März 1990 bis Juli 1991 | Amt für Bewährungshilfe          | Dahmers Bewährungshelferin unterließ während der gesamten Betreuungszeit die eigentlich vorgeschriebenen Wohnungsbesichtigungen. In diesem Zeitraum tötete er 12 Menschen in seinem Apartment. |
| Juli 1990               | Milwaukee Police Department      | Nachdem der von Dahmer mit einem Gummihammer attackierte Jugendliche den Vorfall angezeigt hatte, schenkte die Polizei den Beschuldigungen keinen Glauben und unterließ weitere Ermittlungen.:116 f. (Eine Überprüfung seines Polizeiregisters hätte Dahmers laufende Bewährung wegen Verführung eines Minderjährigen ergeben.) |
| unbekannt               | Milwaukee Police Department      | Eines Tages wurde der von Dahmers Apartment ausgehende Verwesungsgeruch so stark, dass die Polizei verständigt wurde, die jeden Mieter der Oxford Apartments befragte. Sie konnte jedoch die Quelle des Gestanks – einen Torso, der zu diesem Zeitpunkt in Dahmers Badewanne lag – nicht ausfindig machen.:126 f. |
| 27. Mai 1991            | Milwaukee Police Department      | Dem 14-jährigen Konerak Sinthasomphone gelang die Flucht aus Dahmers Wohnung. Als Anwohner die Polizei alarmierten, konnte Dahmer den Beamten weismachen, dass der Jugendliche sein volljähriger Liebhaber und betrunken sei und sie sich nur gestritten hätten. Die Beamten brachten Sinthasomphone daraufhin zurück in Dahmers Wohnung. Hätten sie diese näher inspiziert, wären sie im Nebenzimmer auf die Leiche seines vorherigen Opfers gestoßen. Die ebenfalls unterlassene Überprüfung von Dahmers Vorstrafenregister hätte ergeben, dass er sich zu diesem Zeitpunkt wegen Verführung eines Minderjährigen auf Bewährung befand. Eine Ausweiskontrolle hätte zudem ergeben, dass Sinthasomphone nicht volljährig, sondern erst 14 Jahre alt war. Auch die Verletzungen von Sinthasomphone wurden nicht durch die Polizei näher untersucht, obwohl die Anwohner, die die Polizei riefen, mehrfach auf diese hingewiesen haben. Nachdem die Polizisten die Wohnung verlassen hatten, tötete Dahmer den Jugendlichen. |
| 30. Mai 1991            | FBI, Milwaukee Police Department | Eine Zeugin des Vorfalls vom 27. Mai 1991 erkannte Konerak Sinthasomphone auf einem Vermisstenfoto im Milwaukee Sentinel und rief beim FBI und dem Milwaukee Police Department an, um auf ihre Beobachtung und die mögliche Verbindung hinzuweisen. Die Spur wurde jedoch von beiden Behörden nicht weiterverfolgt.:141 |

## Gerichtliche Aufarbeitung

### Verfahren

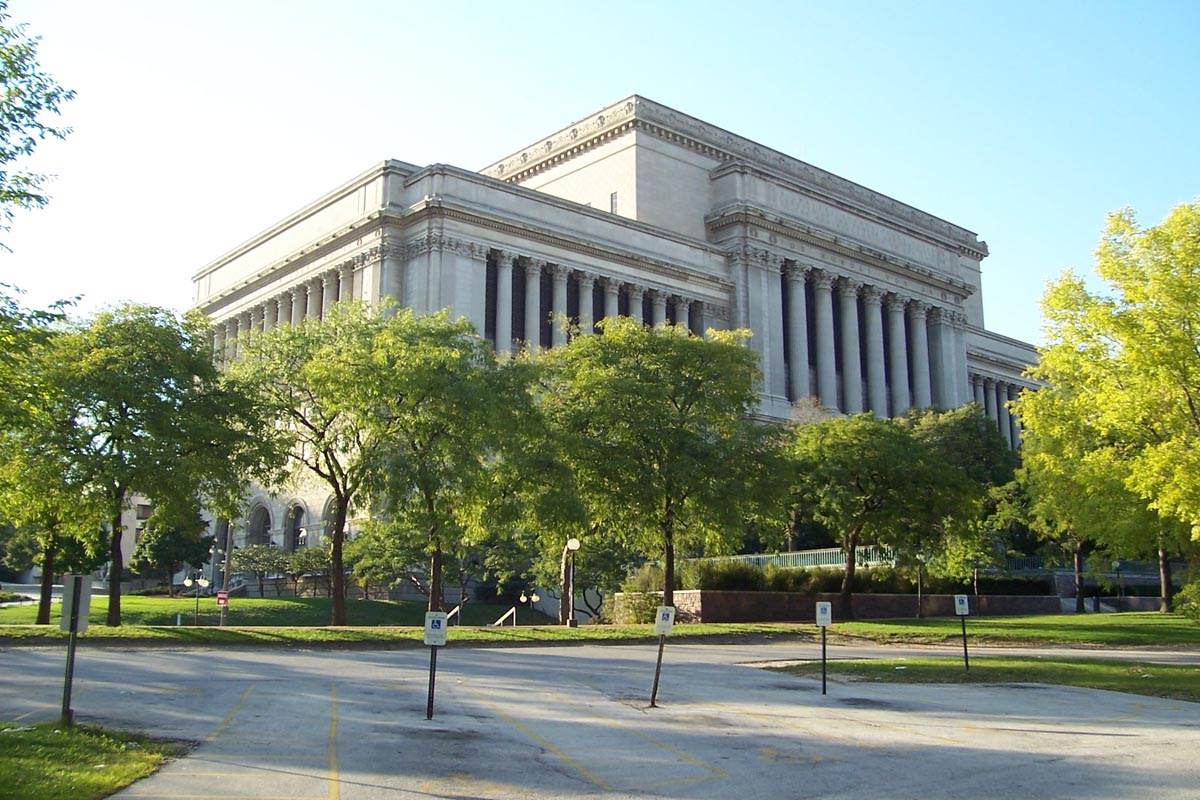
Das Milwaukee County Courthouse, in dem 1992 der Dahmer-Prozess stattfand.

Am 6. August 1991 setzte ein Gericht in Milwaukee Dahmers Kaution auf 5 Mio. US-Dollar fest. Im selben Gerichtstermin erteilte Dahmer die förmliche Freigabe der sterblichen Überreste seiner Opfer an die Bestatter. (Nach dem Recht des Staates Wisconsin hätte er die Freigabe verweigern können, da es sich um Beweismaterial handelte. Im unwahrscheinlichen Fall seines Freispruchs wären die sterblichen Überreste in sein Eigentum übergegangen und hätten auf Verlangen an ihn herausgegeben werden müssen.)
Nachdem ihn ein Psychologe untersucht und für verhandlungsfähig erklärt hatte, wurde Dahmer am 30. Januar 1992 vor einem Geschworenengericht in Milwaukee des fünfzehnfachen Mordes angeklagt. (Der Mord an Hicks wurde zu einem späteren Zeitpunkt in einem separaten Prozess aufgearbeitet, da die Tat in die Jurisdiktion des US-Bundesstaates Ohio fiel. Im Fall von Tuomi wurde keine Anklage erhoben, weil sich die Ereignisse in der Tatnacht nicht mehr zweifelsfrei rekonstruieren ließen.) Seine Verteidigung übernahm ein vierköpfiges Team von Rechtsanwälten. Da er ein umfassendes Geständnis abgelegt und sich am 13. Januar 1992 schuldig bekannt hatte, ging es in dem Verfahren State of Wisconsin vs. Jeffrey L. Dahmer nur noch um die Frage seiner Zurechnungsfähigkeit (Insanity Trial).
Aus Sorge vor Vergeltungsakten wurde Dahmer an jedem Prozesstag unter strenger Bewachung und aufwändigen Sicherheitsvorkehrungen mit Handschellen und Fußfesseln ins Gerichtsgebäude gebracht. Neben einem Sprengstoffspürhund kam eine kugelsichere Glaswand zum Einsatz, die Dahmer von den Publikumsrängen im Gerichtssaal abschirmte.:187 f. Die dabei entstandenen Kosten von über 120.000 US-Dollar ließen den Dahmer-Prozess zum teuersten Verfahren in der Gerichtsgeschichte Milwaukees werden.:216 Die Verhandlung wurde live im US-Fernsehen übertragen. Damit sensible Zuschauer den Ton abschalten konnten, wenn die Schilderungen vor Gericht zu grausam wurden, erfolgte die Übertragung um einige Sekunden zeitverzögert, so dass bei entsprechenden Szenen ein roter Signalpunkt eingeblendet werden konnte. Aufgrund der enormen medialen Berichterstattung wurde die zwölfköpfige Jury für die Dauer des Prozesses von der Außenwelt isoliert, um eine Beeinflussung zu vermeiden (Sequestration). Die Geschworenen wurden zudem psychologisch betreut, um die vor Gericht geschilderten Taten besser verarbeiten zu können.
Im Zuschauerraum waren neben zahlreichen Medienvertretern und Angehörigen der Opfer auch Dahmers Vater und Stiefmutter anwesend, die während des Prozesses zum ersten Mal die Details der Verbrechen ihres Sohnes hörten. Insgesamt wurden 28 Personen in den Zeugenstand berufen.:248 Darunter waren die beiden Polizisten vom Milwaukee Police Department, die sein Geständnis abgenommen hatten und es abwechselnd vor Gericht verlasen, sowie Tracy Edwards, das entkommene Opfer. Zudem waren acht psychiatrische Sachverständige bestellt worden, die Dahmers geistigen Gesundheitszustand im Vorfeld des Gerichtsverfahrens tagelang untersucht hatten.

### Psychiatrisches Gutachten
| Diagnosen | - Borderline-Persönlichkeitsstörung - Paraphilien: Nekrophilie (umstritten), Sadismus (umstritten) Frotteurismus, Partialismus - Schizoide Persönlichkeitsstörung - Schizotypische Persönlichkeitsstörung - Dissoziale Persönlichkeitsstörung - Schizophrene und/oder affektive Psychose (umstritten) - Alkoholkrankheit - Asperger-Syndrom (vermutet, nicht zu Lebzeiten diagnostiziert) |

Die drei Gutachter der Verteidigung vertraten vor Gericht die Auffassung, dass Dahmer geisteskrank und deshalb nicht zurechnungsfähig gewesen sei. Sie diagnostizierten eine zwanghafte Nekrophilie, aufgrund derer er sich nicht habe kontrollieren können.:294 ff. Darüber hinaus wurde ihm eine Borderline-, dissoziale, schizoide und schizotypische Persönlichkeitsstörung sowie Frotteurismus, Partialismus und chronischer Alkoholismus attestiert.:244 Einer der Gutachter der Verteidigung beschrieb Dahmer zudem als psychotisch. Er habe eine extrem primitive Persönlichkeitsstruktur und bizarre Wahnvorstellungen, womit sich der Gutachter auf Dahmers Versuch, einen Zombie zu erschaffen, und den geplanten Bau eines machtverleihenden Altars bezog. Seine Psychose könne sowohl schizophrener als auch affektiver Natur sein.:194
Die Sachverständigen der Staatsanwaltschaft waren einhellig der Auffassung, dass Dahmer nicht geisteskrank im Sinne des Gesetzes und damit zurechnungsfähig gewesen sei. Er habe nicht an Wahnvorstellungen gelitten, da ihm bewusst gewesen sei, dass der Altar ihm nicht wirklich hätte Macht verleihen können.:206 ff. Sie bestätigten die Borderline-Diagnose, verneinten jedoch das Vorliegen einer zwanghaften Nekrophilie, da er lebendige Sexualpartner bevorzugt habe und sich ein wahrhaft zwangsgesteuerter Mörder nicht erst betrinken müsse, um die Tötungshandlung ausführen zu können.:294–296 Dass er sich habe kontrollieren können, zeige die Zeitspanne von neun Jahren zwischen seinem ersten und zweiten Mord, während der er nicht getötet habe, sowie die Tatsache, dass er nur geschützten Geschlechtsverkehr mit den Leichen praktiziert habe.:246 Dahmer sei kein impulsiver, sondern ein kalkulierender Mörder gewesen, der große Anstrengungen unternommen habe, um seine Taten zu ermöglichen und zu verheimlichen.:206 ff. Zudem sei er einzigartig unter den sexuell getriebenen Serienmördern, weil er nicht absichtlich grausam oder sadistisch gehandelt habe, was sonst typisch für diesen Serienmörder-Typ sei. Stattdessen habe er seine Opfer betäubt, um ihnen unnötiges Leid zu ersparen.:294–296
Einer der beiden Sachverständigen des Gerichts stufte Dahmer hingegen als einen Sadisten ein. Seine aggressiven, feindseligen Neigungen hätten ihn zu den Taten getrieben, sein Sexualtrieb sei das Ventil für seine Zerstörungswut gewesen. Er habe eine ernste, behandlungsbedürftige Persönlichkeitsstörung, leide aber weder an einer Psychose noch an Nekrophilie. Außerdem glaubte der Gutachter nicht, dass Dahmer die Männer getötet habe, um sie daran zu hindern, ihn zu verlassen, sondern weil er sich von ihnen sexuell angezogen gefühlt habe und beseitigen wollte, was er an sich selbst am meisten gehasst habe – seine Homosexualität.:294–296 Er bezweifelte, dass Dahmer seinen Opfern bei lebendigem Leib Löcher in den Kopf gebohrt oder Teile von ihnen gegessen habe. Er habe seine Taten nur noch grausiger erscheinen lassen wollen, als sie es ohnehin schon waren.:207 Trotz allem sei Dahmer aber „kein so schlechter Mensch“.:196 f. Der andere Gerichtsgutachter diagnostizierte eine Borderline-Persönlichkeitsstörung, verneinte das Vorliegen einer Psychose und beschrieb Dahmer als „liebenswürdigen, angenehmen Zeitgenossen, höflich, humorvoll, konventionell gutaussehend und von charmantem Benehmen“.:294–296
Der FBI-Fallanalytiker Robert Ressler, der Dahmer zwei Tage lang auf Bitten der Verteidigung verhört hatte, erklärte später, dass er nichts als Mitgefühl für die gequälte und verdrehte Person empfunden habe, die vor ihm saß. Er kategorisierte ihn als „Mischtäter“, da er sowohl über Eigenschaften des „organisierten“ als auch des „unorganisierten“ Serienmörder-Typs verfügt habe. Nach Resslers Auffassung beging Dahmer zumindest seine späteren Morde während psychotischer Episoden und damit im Zustand der Schuldunfähigkeit. Da Ressler kein Psychiater war, wurde er aber vom Gericht nicht als Gutachter zugelassen. In späteren Gutachten wird davon ausgegangen, dass Dahmer mit hoher Wahrscheinlichkeit auch das Asperger-Syndrom hatte, zu seinen Lebzeiten wurde ihm diese Diagnose jedoch nicht gestellt. Laut einem weiteren, nach seinem Tod verfassten Gutachten erreiche Dahmer auf Robert D. Hares Psychopathie-Checkliste 22 Punkte, woraus gefolgert wurde, dass er wahrscheinlich kein Psychopath war, auch wenn er über einige psychopathische Eigenschaften verfügt habe. (Für die Diagnose Psychopathie sind nach Hare mindestens 30 Punkte erforderlich.)

### Plädoyers und Urteil
Die Verteidigung plädierte auf „schuldig, aber unzurechnungsfähig“ (guilty but insane). Dahmer habe das Unrecht seiner Taten erkannt, er sei jedoch aufgrund seiner geistigen Verfassung nicht Herr über seine Handlungen gewesen. Bei Erfolg dieser Verteidigungsstrategie wäre er nicht ins Gefängnis, sondern auf unbestimmte Zeit in eine geschlossene psychiatrische Anstalt gekommen, wo er einer Therapie unterzogen worden wäre. Die Staatsanwaltschaft versuchte die Jury in ihrem Plädoyer hingegen davon zu überzeugen, dass Dahmer sehr wohl in der Lage gewesen sei, sich zu kontrollieren. Er sei ein Meister der Manipulation gewesen, kaltblütig und kalkulierend vorgegangen und habe eine Menge Leute zum Narren gehalten.
Am 15. Februar 1992 wurde Dahmer von der Jury nach fünfstündiger Beratung mit zehn zu zwei Stimmen in allen Anklagepunkten für zurechnungsfähig erklärt. Vor der Verkündung des Strafmaßes am 17. Februar 1992 ließ der Richter die Angehörigen der Opfer zu Wort kommen und gab schließlich dem Angeklagten das letzte Wort. Dahmer, der während des Prozesses geschwiegen hatte, verlas eine Erklärung, in der er Reue für das von ihm verursachte Leid bekundete und wünschte, die Taten ungeschehen machen zu können. Er habe sich dem Prozess gestellt, um keine offenen Fragen zu hinterlassen und der Welt zu zeigen, dass seine Verbrechen nicht hassmotiviert gewesen seien. Durch seinen Fall werde hoffentlich Menschen wie ihm geholfen, bevor sie sich oder anderen Leid zufügen würden.:216 ff.
Dahmer wurde zur höchstmöglichen Strafe von 15 aufeinanderfolgenden lebenslangen Freiheitsstrafen ohne Aussicht auf Entlassung verurteilt. Da er aufgrund seiner Vorstrafen zudem als Wiederholungstäter galt, erhielt er zusätzlich weitere zehn Jahre pro Mord, so dass sich seine Gesamtstrafe auf über 900 Jahre Gefängnis belief. Einige Wochen später wurde er nach Akron, Ohio, überstellt, wo er sich am 1. Mai 1992 in einem knapp einstündigen Verfahren vor einem Strafgericht des Mordes an Hicks schuldig bekannte und zu einer weiteren lebenslangen Freiheitsstrafe verurteilt wurde.
Vor Gericht und in späteren Interviews erklärte Dahmer, dass er die Todesstrafe verdient und sich selbst den Tod gewünscht habe.:216 Ohio hatte die Todesstrafe 1974 zwar wieder eingeführt, das damalige Gesetz galt jedoch als verfassungswidrig, weshalb er für seinen ersten Mord im Jahr 1978 nur zu lebenslanger Freiheitsstrafe verurteilt werden konnte. In Wisconsin war die Todesstrafe bereits 1853 abgeschafft worden. Dahmers Fall führte Anfang der 1990er Jahre zu verstärkten Forderungen nach ihrer Wiedereinführung und zwischen 1991 und 1996 wurden 22 entsprechende Gesetzesentwürfe eingebracht, die jedoch alle scheiterten.

## Haftzeit

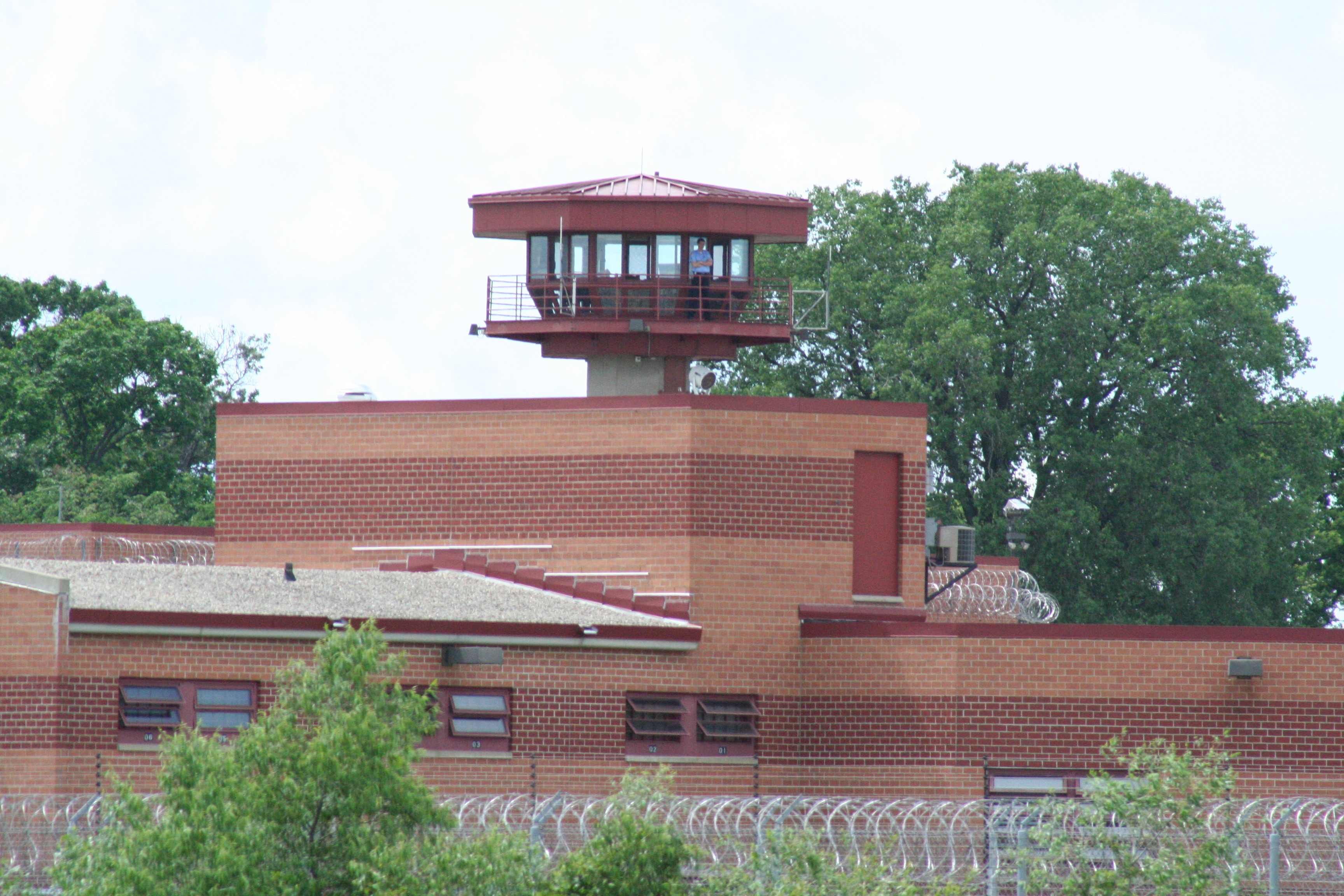
Die Columbia Correctional Institution in Portage, Wisconsin, in der Dahmer seine Haftstrafe bis zu seinem Tod im Jahr 1994 verbüßte.

Nach seiner Verurteilung trat Dahmer unter der Häftlingsnummer 177252 seine Haft in der Columbia Correctional Institution, einem Hochsicherheitsgefängnis mit rund 600 Insassen in Portage, Wisconsin, an. Das erste Jahr seiner Gefangenschaft verbrachte er in Isolationshaft, weil aufgrund seiner „Berühmtheit“ um seine Sicherheit gefürchtet wurde. Mit seinem Einverständnis wurde Dahmer schließlich in den allgemeinen Gefängnistrakt verlegt, wo er in Kontakt mit anderen Häftlingen kam. Auch im Gefängnis fiel er durch seinen morbiden Humor auf und spielte dabei vor allem mit seinem Image, indem er beispielsweise am Schwarzen Brett zum Treffen der „Anonymen Kannibalen“ einlud.
Er erhielt regelmäßigen Besuch von seiner Familie und von Fremden aus aller Welt kistenweise Briefe, die ebenso Hassbotschaften wie Sympathiebekundungen, Autogrammwünsche, Brieffreundschaftsangebote, Liebeserklärungen von hybristophilen Anhängern und Geldgeschenke im Gesamtwert von 12.000 US-Dollar beinhalteten.
Während seiner Inhaftierung kooperierte Dahmer mit dem FBI. Neben Edmund Kemper, Richard Speck und Jerome Brudos gehört er zu den überführten Serienmördern, die den Agenten John E. Douglas und Robert Ressler in mehreren Interviews Einblick in ihre Gedanken- und Gefühlswelt gewährten und damit den Wissensaufbau der Behavioral Science Unit (eines Vorläufers der Behavioral Analysis Unit) und die Fahndung nach anderen Serienmördern unterstützten.
In der Haft wandte Dahmer sich dem Christentum zu und sinnierte, dass seine frühere Abkehr von Gott ursächlich für seine Verbrechen gewesen sein könnte, da er das Gefühl gehabt habe, niemandem Rechenschaft schuldig zu sein. Nachdem er einen Bibel-Fernkurs absolviert hatte, ließ er sich am 10. Mai 1994 im Gefängnis taufen und erhielt fortan wöchentlich Besuch von seinem Pastor, um mit ihm die Bibel zu studieren und seinen Glauben zu festigen.
Im Sommer 1994 wurde Dahmer nach einem Gefängnisgottesdienst von einem Mithäftling mit einer Rasierklinge angegriffen, trug dabei jedoch keine ernsten Verletzungen davon. Die Wiederholungsgefahr wurde von der Gefängnisleitung als gering bewertet, und Dahmer bestand darauf, aus der vorübergehend verhängten Isolationshaft in den allgemeinen Gefängnistrakt zurückverlegt zu werden. Seiner Mutter sagte er, dass es ihm egal sei, ob ihm etwas zustoße.

## Tod und Reaktionen
Drei Wochen vor seinem Tod wurde er einer Arbeitseinheit zugewiesen, die Hausmeistertätigkeiten verrichtete. Am Morgen des 28. November 1994 waren Dahmer und seine Mitinsassen Jesse Anderson und Christopher Scarver eingeteilt, die Sanitäranlagen neben dem Fitnessraum zu reinigen. Als die Gefängniswärter die drei Häftlinge für einige Minuten unbeaufsichtigt ließen, schlug Scarver zuerst Dahmer und anschließend Anderson mit der Eisenstange einer Hantel nieder. Dahmer lebte noch, war jedoch nicht ansprechbar, als er gegen 8:10 Uhr von einem Gefängniswärter in einer Blutlache gefunden wurde. Er wurde mit schweren Schädel- und Gesichtsfrakturen ins Divine Savior Hospital in Portage gebracht, wo er um 9:11 Uhr für tot erklärt wurde. Anderson starb zwei Tage später an seinen Verletzungen. Dahmers Obduktion ergab, dass er von vorne erschlagen wurde, sein Körper aber nicht die zu erwartenden Abwehrverletzungen aufwies.:290
Die Reaktionen auf seinen Tod fielen unterschiedlich aus. Viele Opferangehörige nahmen die Nachricht froh und erleichtert auf. Andere zeigten sich hingegen traurig und bestürzt. Eine Schwester von Edward Smith, die Dahmer während der Haft besucht hatte, um von ihm die Einzelheiten des Todes ihres Bruders zu erfahren, sagte über Dahmers Ermordung:

“I couldn’t stop crying when I heard the news. […] He shouldn’t have been murdered like that.”

„Ich konnte nicht aufhören zu weinen, als ich die Nachricht hörte. […] Er hätte nicht auf diese Weise umgebracht werden sollen.“

Der Staatsanwalt, der Dahmer angeklagt hatte, äußerte:

“This is the last sad chapter in a very sad life. […] I hope there will be no […] celebration as a folk hero for the man that killed Jeffrey Dahmer.”

„Dies ist das letzte traurige Kapitel eines sehr traurigen Lebens. […] Ich hoffe, dass der Mann, der Jeffrey Dahmer ermordet hat, […] nicht als Volksheld gefeiert wird.“

Dahmers Vater fand Trost darin, dass sein Sohn vor seinem Tod zu Gott gefunden habe und nun nicht mehr leiden müsse. Seine Mutter reagierte wütend und fragte:

“Now is everybody happy? Now that he’s bludgeoned to death, is that good enough for everyone?”

„Sind jetzt alle froh und zufrieden, dass er zu Tode geknüppelt wurde?“

Im Dezember 1994 veranstaltete Dahmers Familie eine Trauerfeier, an der auch eine Schwester von Edward Smith teilnahm. Nach Dahmers Tod stritten seine Eltern über das Schicksal seiner sterblichen Überreste. Joyce Flint wollte das Gehirn ihres Sohnes der Wissenschaft für Forschungszwecke zur Verfügung stellen, Lionel Dahmer wollte den letzten Willen seines Sohnes respektieren und seinen Leichnam vollständig einäschern lassen. Im Dezember 1995 entschied ein Gericht zugunsten des Vaters. Dahmers Asche wurde zwischen seinen Eltern aufgeteilt.
Der an Schizophrenie und Wahnvorstellungen leidende Afroamerikaner Scarver, der bereits wegen Mordes einsaß und unmittelbar nach dem Angriff auf seine Mitinsassen erklärt hatte, dass Gott ihm den Auftrag dazu erteilt habe, wurde zu zwei weiteren lebenslangen Freiheitsstrafen für die Morde an Dahmer und Anderson verurteilt. Als Tatmotiv wurde Rache nicht ausgeschlossen, weil Dahmer viele afroamerikanische Männer getötet und der Weiße Anderson versucht hatte, zwei Afroamerikanern den von ihm selbst begangenen Mord an seiner Frau anzuhängen. Im Jahr 2015 erklärte Scarver schließlich, dass er Dahmer getötet habe, weil er von dessen Taten angewidert gewesen sei und Dahmer im Gefängnis keine Reue gezeigt habe. Außerdem behauptete er, dass die Wärter sie absichtlich unbeaufsichtigt gelassen hätten, damit er ihn töten konnte. Die behördliche Untersuchung von Dahmers Tod im Jahr 1994 war hingegen zu dem Ergebnis gekommen, dass Scarver allein gehandelt hatte. Nach Angaben der Gefängnisverwaltung war Dahmer gut mit anderen Insassen zurechtgekommen und es sei daher nicht unüblich gewesen, dass er zeitweise unbeaufsichtigt gelassen wurde.

## Nachwirkungen
Nach Bekanntwerden von Dahmers Verbrechen kam es in Milwaukee zu Protestmärschen und Kundgebungen, die vornehmlich von der nichtweißen Bevölkerung organisiert wurden und sich gegen das Milwaukee Police Department richteten. Die Protestierenden warfen der Polizei Voreingenommenheit und Gleichgültigkeit gegenüber Afroamerikanern, Homosexuellen sowie anderen Minderheiten vor und kritisierten insbesondere das Verhalten der Polizisten im Fall von Konerak Sinthasomphone. Diese hatten sich, nachdem sie Sinthasomphone zurück in die Obhut des Serienmörders gebracht hatten, per Funk über den vermeintlichen Streit des homosexuellen „Liebespaares“ lustig gemacht. Afroamerikanische Politiker waren zudem der Meinung, dass die Polizisten anders gehandelt und die Bedenken der Frauen ernst genommen hätten, wären der Jugendliche und die Frauen weiß und Dahmer schwarz gewesen. Die Beamten wurden für die Dauer der polizeiinternen Ermittlung des Vorfalls bei vollem Gehalt suspendiert und nach deren Abschluss aus dem Polizeidienst entlassen. Vor Gericht bedauerte Dahmer, dass die Polizisten seinetwegen ihre Jobs verloren hätten; sie treffe keine Schuld am Tod des Jugendlichen. Später gab ein Gericht der Klage der Polizisten statt und sie wurden wieder eingestellt. Sinthasomphones Familie erhielt von der Stadt Milwaukee 850.000 US-Dollar als Wiedergutmachung für die Versäumnisse der Polizei.
Bereits zu Dahmers Lebzeiten hatten ihn die Angehörigen seiner Opfer auf Entschädigung verklagt und 80 Mio. US-Dollar zugesprochen bekommen, da er aber nur über geringe finanzielle Mittel verfügte, wurde diese Summe nie getilgt. Nach seinem Tod begehrten elf Opferfamilien eine Entschädigung aus seinem Nachlass. Die darin befindlichen rund 300 Gegenstände – darunter der Kühlschrank, in dem er Körperteile seiner Opfer aufbewahrt hatte, der Bohrer und andere Tatwerkzeuge – sollten zunächst versteigert und der Erlös unter den Familien aufgeteilt werden. Andere Opferfamilien fanden diese Idee hingegen geschmacklos. Schließlich kauften Geschäftsleute den Nachlass für 407.225 US-Dollar auf. Die Summe wurde unter den Angehörigen der Opfer aufgeteilt und sämtliche Nachlassgegenstände wurden im Juni 1996 zerstört. Die Oxford Apartments waren bereits im November 1992 abgerissen worden.
Catherine Dahmer starb im Dezember 1992. Nach einem gescheiterten Suizidversuch im März 1994 erlag Joyce Flint im November 2000 einem Krebsleiden. Während Lionel Dahmer seinen Nachnamen beibehielt und sich zu mehreren Interviews bereit erklärte, änderte Dahmers jüngerer Bruder David seinen Familiennamen und entschied sich für ein Leben in Anonymität. Lionel Dahmer starb im Dezember 2023.

## Rezeption

### Mediale Berichterstattung und öffentliche Wahrnehmung
Bis zu Dahmers Verhaftung im Sommer 1991 ahnte niemand, dass in Milwaukee ein Serienmörder am Werk war. Es hatte keine verdächtigen Leichenfunde gegeben und den sich häufenden Vermisstenfällen junger Männer war selbst von der lokalen Presse kaum Beachtung geschenkt worden.:58 f. Während die Medien andere berühmte Mordserien, wie die des BTK-Killers oder des Son of Sam, oft jahrelang bis zu ihrer Aufklärung begleiteten und das öffentliche Interesse dadurch sukzessive gesteigert wurde, brachen Dahmers Verbrechen buchstäblich über Nacht über Milwaukee und den Rest der USA herein und versetzten die Medienlandschaft schlagartig in Aufruhr. Noch bevor er in der Nacht vom 22. auf den 23. Juli 1991 in Handschellen abgeführt wurde, hatten sich die ersten lokalen Reporter und Kamerateams vor den Oxford Apartments positioniert:24 und das Milwaukee Journal verkündete am nächsten Morgen auf seiner Titelseite die Schlagzeile „Body parts litter apartment“:28 f. („Apartment mit Leichenteilen übersät“). Am Tag nach seiner Verhaftung war Dahmer das Hauptthema in den US-Nachrichtensendungen und die New York Times brachte zehn Tage in Folge einen mindestens halbseitigen Leitartikel zum Fall heraus. Schätzungsweise 450 Journalisten aus aller Welt reisten nach Milwaukee, um über den „Milwaukee Cannibal“ bzw. das „Monster von Milwaukee“ zu berichten.
Die Informationsgier der Medien ging so weit, dass Reporter die Angehörigen der Opfer belagerten:59 und die Ermittlungen wiederholt behindert und gefährdet wurden. Beispielsweise veröffentlichte die New York Times aus einem gestohlenen Polizeibericht die bis dahin streng vertraulichen Informationen über Dahmers kannibalistische Handlungen.:33 Tracy Edwards, einer der Hauptzeugen im Gerichtsverfahren gegen Dahmer, wurde mehrfach interviewt und dabei so stark von den Journalisten beeinflusst, dass er im Kreuzverhör eingestehen musste, dass er seine Erlebnisse in den Interviews aufgebauscht hatte, wodurch seine Glaubwürdigkeit litt. Die Boulevardpresse übertrumpfte sich mit reißerischen, teilweise frei erfundenen Schlagzeilen wie „The Cannibal – Face of madman who killed 17 and ate them“ („Der Kannibale – Gesicht des Irren, der 17 tötete und aß“) oder „Milwaukee Cannibal Killer Eats His Cellmate“ („Milwaukee-Kannibalen-Killer isst seinen Zellengenossen“) und schürte damit, wenige Monate nachdem Das Schweigen der Lämmer in den Kinos angelaufen war, die Erwartung eines zweiten Hannibal Lecter. Bei Dahmers erstem öffentlichen Erscheinen anlässlich eines Gerichtstermins am 25. Juli 1991 zeigten sich Beobachter daher fast enttäuscht, dass er vollkommen „normal“ wirkte und man ihm „das Böse“ nicht ansehen konnte.:177, 190:152 Vielmehr machte er während des Prozesses einen verletzlichen, beinahe ängstlichen Eindruck und verzichtete im Gerichtssaal auf das Tragen seiner Brille, um niemandem in die Augen sehen zu müssen und sich besser vom Geschehen distanzieren zu können.:177, 190
Obwohl Dahmer – anders als Ted Bundy, Richard Ramírez oder Charles Manson – die Aufmerksamkeit der Journalisten und Fotografen nicht zu genießen schien,:151 war die mediale Faszination für ihn nicht weniger groß. Die US-Zeitschrift People Weekly widmete ihm im August 1991 eine Titelgeschichte und wählte ihn unter die „100 faszinierendsten Persönlichkeiten des 20. Jahrhunderts“. Das Magazin Vanity Fair brachte im November 1991 einen mehrseitigen Artikel heraus, in dem ihn der inhaftierte Serienmörder Dennis Nilsen analysierte, dessen Verbrechen große Ähnlichkeit aufwiesen. Dahmer wurde zur „Celebrity“ – Polizisten baten ihn um Autogramme:97 und seine Auftritte vor Gericht erzeugten eine Stimmung wie bei einer Filmpremiere.:151 Er erhielt über 200 Interviewanfragen:216 und erklärte sich nach seiner Verurteilung schließlich zu einem ersten, unbezahlten Fernsehinterview für die Boulevard-Nachrichtensendung Inside Edition bereit, das im Januar 1993 im Gefängnis aufgezeichnet wurde. Sein zweites und gleichzeitig letztes Fernsehinterview, das er an der Seite seiner Eltern gab, wurde im März 1994 ausgestrahlt und brachte dem Nachrichtenmagazin Dateline NBC Rekordeinschaltquoten. In beiden Interviews betonte Dahmer, dass er die alleinige Verantwortung für seine Taten trage und niemandem eine Mitschuld anzulasten sei.
Auf die ursprüngliche Sensationsberichterstattung folgte durch biografische Werke wie Brian Masters’ The Shrine of Jeffrey Dahmer (1993) und Lionel Dahmers Memoiren Mein Sohn ist ein Mörder (1995) der Versuch, die Ursachen für Dahmers Verbrechen zu ergründen. Kritiker warfen Masters vor, dass sein Werk Dahmer in einem zu empathischen Licht darstellen würde, woraufhin er erwiderte, dass er Kenntnis und Verständnis der Ignoranz vorziehe. Lionel Dahmer wurde seine Selbstreflexion über seine Rolle und möglichen Versäumnisse als Vater zugutegehalten, zugleich räumte er aber selbst ein, keine Erklärung für das Handeln seines Sohnes gefunden zu haben. Schon zu Lebzeiten weckte Jeffrey Dahmer bei vielen Menschen – darunter Polizisten, Anwälte und Psychiater, die mit seinem Fall befasst waren:257 – Mitleid und Sympathie, die spätestens seit Erscheinen von Derf Backderfs Graphic Novel Mein Freund Dahmer (2013) bis hin zur Verklärung und Romantisierung in zahlreichen Fan-Blogs und anderen sozialen Medien reicht. Als Gründe hierfür werden insbesondere seine Schüchternheit und problemreiche Jugend, sein unerfüllter Wunsch nach Liebe und Nähe zu einem anderen Menschen, die von ihm vor Gericht gezeigte Reue sowie seine Aufrichtigkeit und sein Schamgefühl genannt.:8 Für Backderf war Dahmer eine „tragische Figur“, sein Mitgefühl für seinen ehemaligen Schulfreund ende jedoch an dem Punkt, an dem er zu töten begann.

### Populärkultur
Dahmer ist zu einer Legende der Populärkultur geworden. Seine Person und Verbrechen, insbesondere seine kannibalistischen Handlungen, werden in zahlreichen künstlerischen Werken thematisiert.
Neben mehreren musikalischen Stücken wie 213 von Slayer, Jeffrey Dahmer von Soulfly oder dem 2002 veröffentlichten Konzeptalbum Dahmer der Death-Metal-Band Macabre inspirierte er literarische Werke wie Joyce Carol Oates’ Zombie (1995), Poppy Z. Brites Exquisite Corpse (1996) und Edward Lees Dahmer ist nicht tot (2017).
Sein Leben wurde unter anderem in Dahmer (2002) mit Jeremy Renner in der Hauptrolle und in My Friend Dahmer (2017) mit Ross Lynch in der Hauptrolle verfilmt und diente auch als Vorlage für fiktive Handlungen in Fernsehserien wie South Park und American Horror Story oder Spielfilmen wie Copykill (1995). Im September 2022 veröffentlichte Netflix die Miniserie Dahmer – Monster: Die Geschichte von Jeffrey Dahmer, in der Evan Peters die Hauptrolle übernahm.

## Filmmaterial

### Fernsehinterviews
- 1993: Inside Edition: Serial Killers (Nancy Glass im Interview mit Jeffrey Dahmer)
- 1994: The Oprah Winfrey Show (Oprah Winfrey im Interview mit Lionel Dahmer)
- 1994: Dateline NBC – Inside Evil: Jeffrey Dahmer (MSNBC, Stone Phillips im Interview mit Jeffrey Dahmer, Lionel Dahmer und Joyce Flint)
- 1994: Hard Copy (Diane Dimond im Interview mit Joyce Flint)
- 2004: Larry King Live (CNN, Larry King im Interview mit Lionel und Shari Dahmer)
- 2012: Confessions of A Serial Killer (Neuauflage des Stone-Phillips-Interviews aus dem Jahr 1994 mit zuvor unveröffentlichten Szenen)

### Dokumentationen
- 1992: The Trial of Jeffrey Dahmer. Regie: Elkan Allan
- 1992: Dahmer: Mystery of the Serial Killer. Regie: Michael Husain
- 1993: Day One: Dahmer. ABC News, Moderator: Forrest Sawyer
- 1993: To Kill and Kill Again. Regie: Patrick Fleming
- 1994: Everyman: Profile of a Serial Killer. Regie: Nikki Stockley
- 1995: Jeffrey Dahmer oder der Schrein des Todes. ZDF
- 1996: Jeffrey Dahmer: The Monster Within. Regie: Bill Harris
- 2003: Autopsie – Mysteriöse Todesfälle. Dokuserie, Episode 63: Der Kannibale
- 2005: Born to Kill – Als Mörder geboren? (Born to Kill?) Dokuserie, Staffel 1, Folge 3: Jeffrey Dahmer
- 2013: Jeff (Alternativtitel: The Jeffrey Dahmer Files). Regie: Chris James Thompson
- 2017: How it Really Happened. The Strange Case of Jeffrey Dahmer. HLN
- 2017: Dahmer on Dahmer: A Serial Killer Speaks. Oxygen
- 2018: Dark Tourist. Netflix-Dokuserie, Staffel 1, Episode 3: United States
- 2022: Jeffrey Dahmer: Selbstporträt eines Serienmörders. (Conversations with a Killer: The Jeffrey Dahmer Tapes) Netflix-Doku, Miniserie, Regie: Joe Berlinger

### Verfilmungen
- 1993: The Secret Life: Jeffrey Dahmer. Regie: David R. Bowen, Carl Crew als Dahmer.
- 2002: Dahmer. Regie: David Jacobson, Jeremy Renner als Dahmer.
- 2006: Raising Jeffrey Dahmer. Regie: Rich Ambler, Rusty Sneary als Dahmer.
- 2017: My Friend Dahmer. Regie: Marc Meyers, Ross Lynch als Dahmer.
- 2022: Dahmer – Monster: Die Geschichte von Jeffrey Dahmer. Miniserie. Regie: Ryan Murphy, Evan Peters als Dahmer.